# Liste der Biografien/Kara
Liste der Biografien |
Portal Biografien |
Personensuche
# |
A |
B |
C |
D |
E |
F |
G |
H |
I |
J |
K |
L |
M |
N |
O |
P |
Q |
R |
S |
T |
U |
V |
W |
X |
Y |
Z |
?
 
Ka |
Kb |
Kc |
Kd |
Ke |
Kf |
Kg |
Kh |
Ki |
Kj |
Kl |
Km |
Kn |
Ko |
Kp |
Kr |
Ks |
Kt |
Ku |
Kv |
Kw |
Ky |
Kx |
Kz
 
Kaa–Kag |
Kah |
Kai |
Kaj |
Kak |
Kal |
Kam |
Kan |
Kao |
Kap |
Kar |
Kas |
Kat |
Kau |
Kav |
Kaw |
Kay |
Kaz
 
Kara |
Karb |
Karc |
Kard |
Kare |
Karf |
Karg |
Karh |
Kari |
Karj |
Kark |
Karl |
Karm |
Karn |
Karo |
Karp |
Karr |
Kars |
Kart |
Karu |
Karv |
Karw |
Kary |
Karz
Die Liste der Biografien führt alle Personen auf, die in der deutschsprachigen Wikipedia einen Artikel haben. Dieses ist eine Teilliste mit 589 Einträgen von Personen, deren Namen mit den Buchstaben „Kara“ beginnt.

## Kara
- Kara Ahmed Pascha († 1555), Großwesir des Osmanischen Reiches
- Kara Fatma (1888–1955), türkische Schriftstellerin und Milizenführerin
- Kara Mehmed Pascha († 1684), osmanischer Botschafter und Wesir
- Kara Murad Pascha († 1655), osmanischer Staatsmann und Großwesir
- Kara Mustafa Pascha († 1683), Großwesir des Osmanischen ReichsKara Mustafa Pascha († 1683)

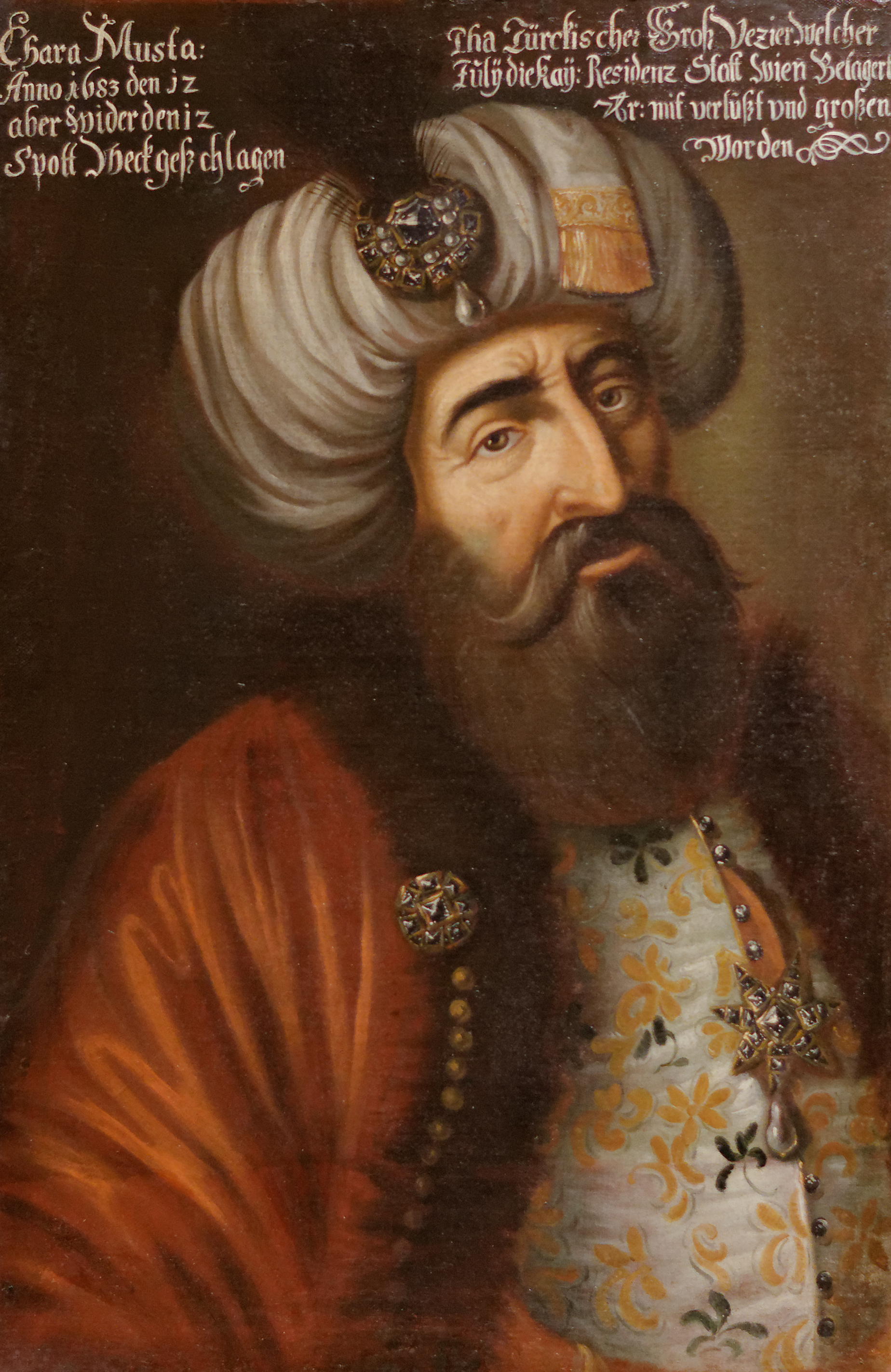
Kara Mustafa Pascha († 1683)

- Kara Üveys Pascha († 1591), osmanischer Würdenträger
- Kara, Alexis (* 1971), deutsch-griechischer Schauspieler und Komiker
- Kara, Anksa (* 1985), französische Pornodarstellerin
- Kara, Avigdor († 1439), Rabbi
- Kara, Aytaç (* 1993), türkischer Fußballspieler
- Kara, Emre (* 1989), türkischer Fußballspieler
- Kara, Ercan (* 1996), österreichischer Fußballspieler
- Kara, Erhan (* 1995), türkischer Fußballspieler
- Kara, Fatih (* 1987), türkischer Fußballspieler
- Kara, Fatma (* 1991), türkische Fußballspielerin
- Kara, György (1935–2022), ungarischer Mongolist und Turkologe
- Kara, Halil İbrahim (* 1972), türkischer Fußballspieler
- Kara, Hiob (* 1955), israelischer Politiker
- Kara, Jūrō (1940–2024), japanischer Schriftsteller
- Kara, Mehmet (* 1983), türkischer Fußballspieler
- Kara, Princess (* 2000), nigerianische Diskuswerferin und Kugelstoßerin
- Kara, Rasim (* 1950), türkischer Fußballspieler und Fußballtrainer
- Kara, Recep (* 1982), türkischer Ringer
- Kara, Selen (* 1985), deutsche Theaterregisseurin
- Kara, Serigne (* 1989), senegalesischer Fußballspieler
- Kara, Siddharth, US-amerikanischer Wissenschaftler
- Kara, Yadé (* 1965), deutsch-türkische deutschsprachige Schriftstellerin
- Kara-Hardaš, König von Babylon
- Kara-indaš, König von Babylon
- Kara-Mursa, Wladimir Wladimirowitsch (* 1981), russischer Politiker und JournalistWladimir Wladimirowitsch Kara-Mursa (* 1981)

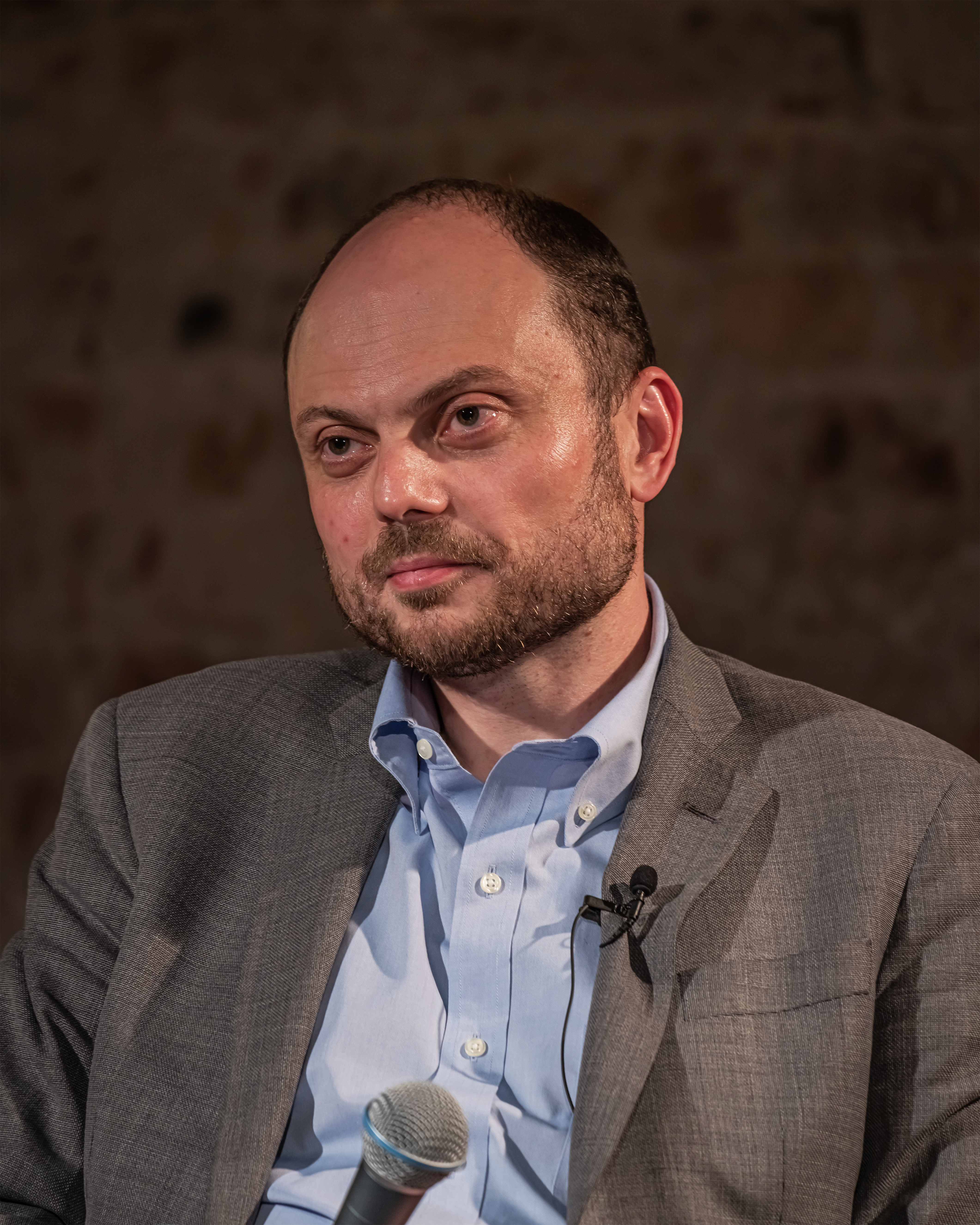
Wladimir Wladimirowitsch Kara-Mursa (* 1981)

- Kara-ool, Scholban Walerjewitsch (* 1966), russischer Politiker und Präsident der russischen Republik Tuwa

### Karaa
- Karaahmetoğlu, Macit (* 1968), deutscher Rechtsanwalt und Politiker (SPD), MdBMacit Karaahmetoğlu (* 1968)

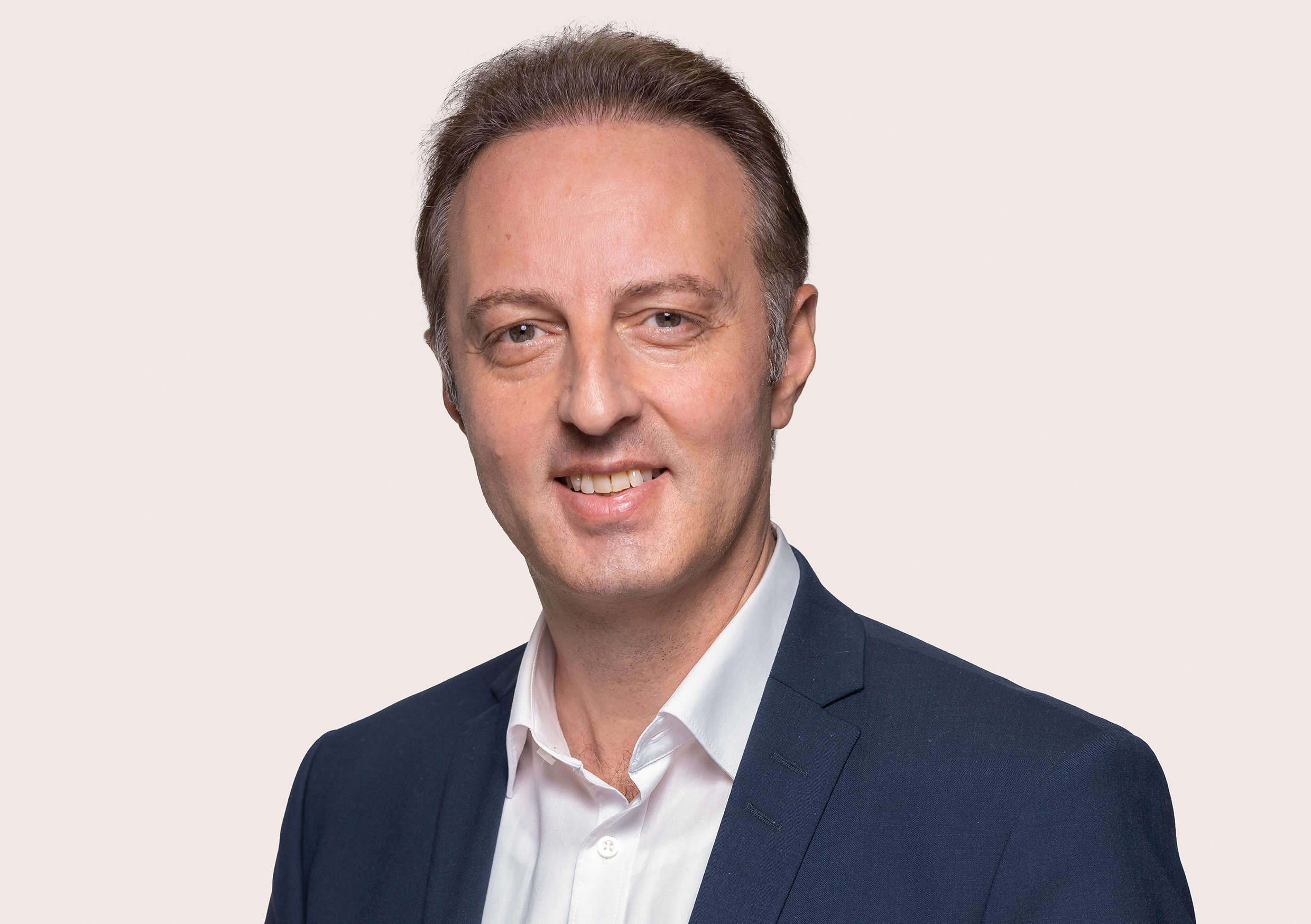
Macit Karaahmetoğlu (* 1968)

- Karaal, Emre (* 2003), türkischer Fußballspieler
- Karaal, Ümit (* 1995), türkischer Fußballspieler
- Karaaslan, Murat (* 1955), deutsch-türkischer Schriftsteller

### Karab
- Karabacak, Ömer (* 1979), türkischer Fußballspieler
- Karabacak, Recep (* 1998), türkischer Fußballspieler
- Karabacak, Reşit (1954–2020), türkischer Ringer
- Karabacak, Tuğçe (* 1987), türkische Schauspielerin
- Karabacek, Joseph von (1845–1918), österreichischer Orientalist
- Karabaczek, Andreas (1954–2018), österreichischer Diplomat
- Karabajew, Ednan (* 1953), kirgisischer Politiker und Diplomat
- Karabajić, Branimir (1925–2003), jugoslawischer Comiczeichner
- Karabash, Naaman Abdalmesih (1903–1983), syrischer Gelehrter
- Karabasz, Kazimierz (1930–2018), polnischer Dokumentarfilmer
- Karabatić, Branko (1955–2011), jugoslawischer Handballtorwart, Handballtrainer
- Karabatic, Luka (* 1988), französischer Handballspieler
- Karabatić, Nikola (* 1984), französischer HandballspielerNikola Karabatić (* 1984)

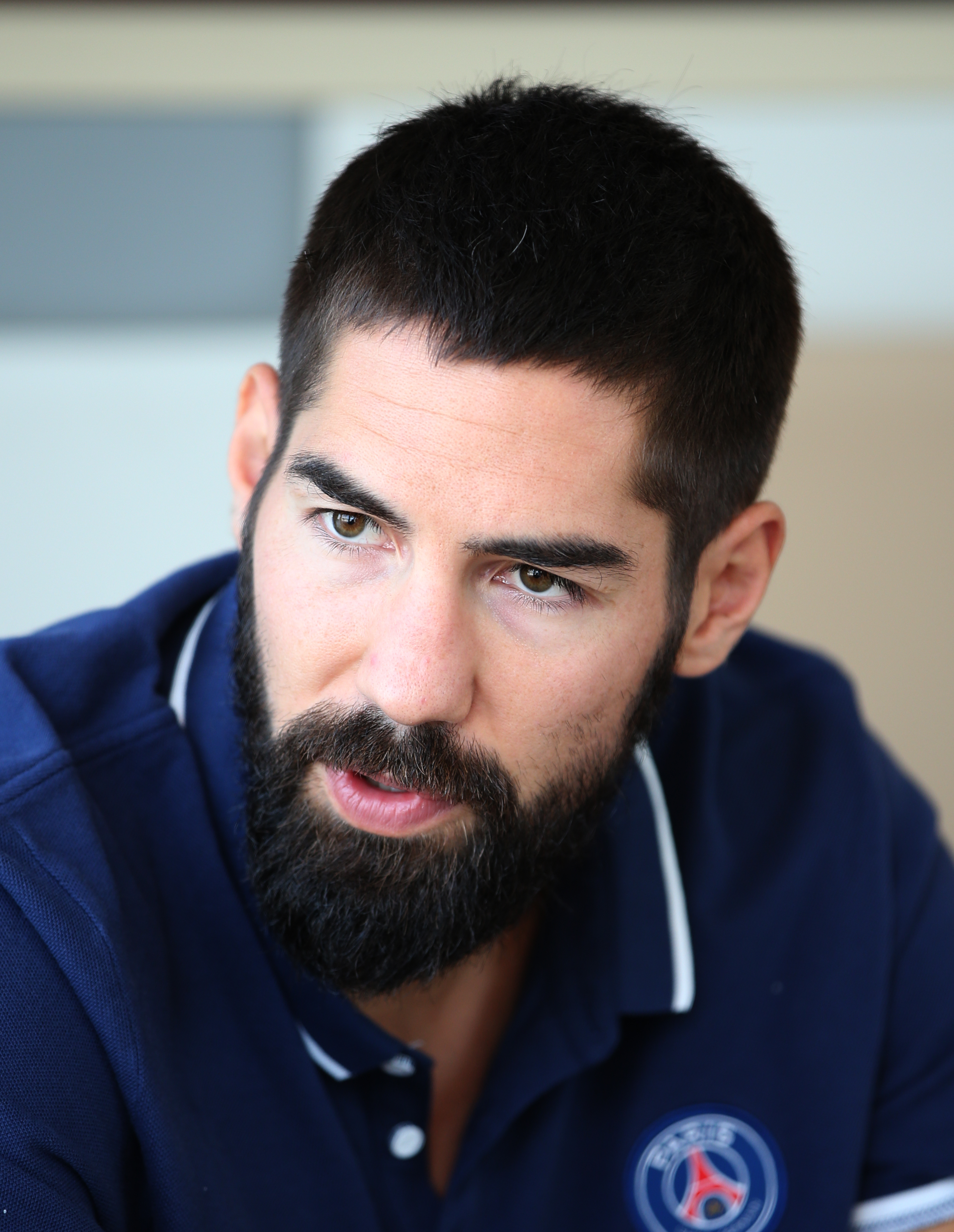
Nikola Karabatić (* 1984)

- Karabec, Adam (* 2003), tschechischer Fußballspieler
- Karabekir, Kâzım (1882–1948), türkischer General und Politiker
- Karabelschtschikowa, Anastassija Igorewna (* 1985), russische Ruderin
- Karabeti, Karyofyllia (* 1958), griechische Schauspielerin
- Karabey, Natascha (* 1980), deutsche Standardtänzerin
- Karabey, Sascha (* 1978), deutscher Tänzer
- Karabil, Eser (* 1980), türkischer Schauspieler
- Karabín, Dan (* 1955), tschechoslowakischer Ringer
- Karabin, Ladislav (* 1970), slowakisch-US-amerikanischer Eishockeyspieler
- Karabinski, Benjamin (* 1981), deutscher Politiker (FDP), MdL Sachsen
- Karabits, Kirill (* 1976), ukrainischer Dirigent
- Karabıyıkoğlu, Nazlı (* 1986), türkische Schriftstellerin
- Karaböcek, Gülden (* 1953), türkische Musikerin und Sängerin
- Karaböcek, Neşe (* 1947), türkische Sängerin und Schauspielerin
- Karaboué, Daouda (* 1975), französischer Handballtorwart
- Karaboué, Lossémy (* 1988), ivorischer Fußballspieler
- Karabtchevsky, Isaac (* 1934), brasilianischer Orchesterleiter
- Karabulut, Arzu (* 1991), türkische Fußballspielerin
- Karabulut, Aydın (* 1988), deutsch-türkischer Fußballspieler
- Karabulut, Niyazi (* 1985), türkischer Eishockeyspieler und -trainer
- Karabulut, Okan (* 1984), türkischer Fußballspieler
- Karabulut, Orhan (1927–2023), türkischer Admiral
- Karabulut, Özkan (* 1991), türkischer Fußballspieler
- Karabulut, Pınar (* 1987), deutsche Theaterregisseurin
- Karabulut, Sadet (* 1975), niederländische Politikerin
- Karabutowa, Jekaterina Wladimirowna (* 2000), russische Handballspielerin
- Karabyz, Iwan (1945–2002), ukrainischer Komponist und Dirigent

### Karac
- Karaca, Abdullah (* 1989), deutscher Theaterregisseur
- Karaca, Cem (1945–2004), türkischer Rockmusiker und Vertreter der Anadolu-Rock-BewegungCem Karaca (1945–2004)

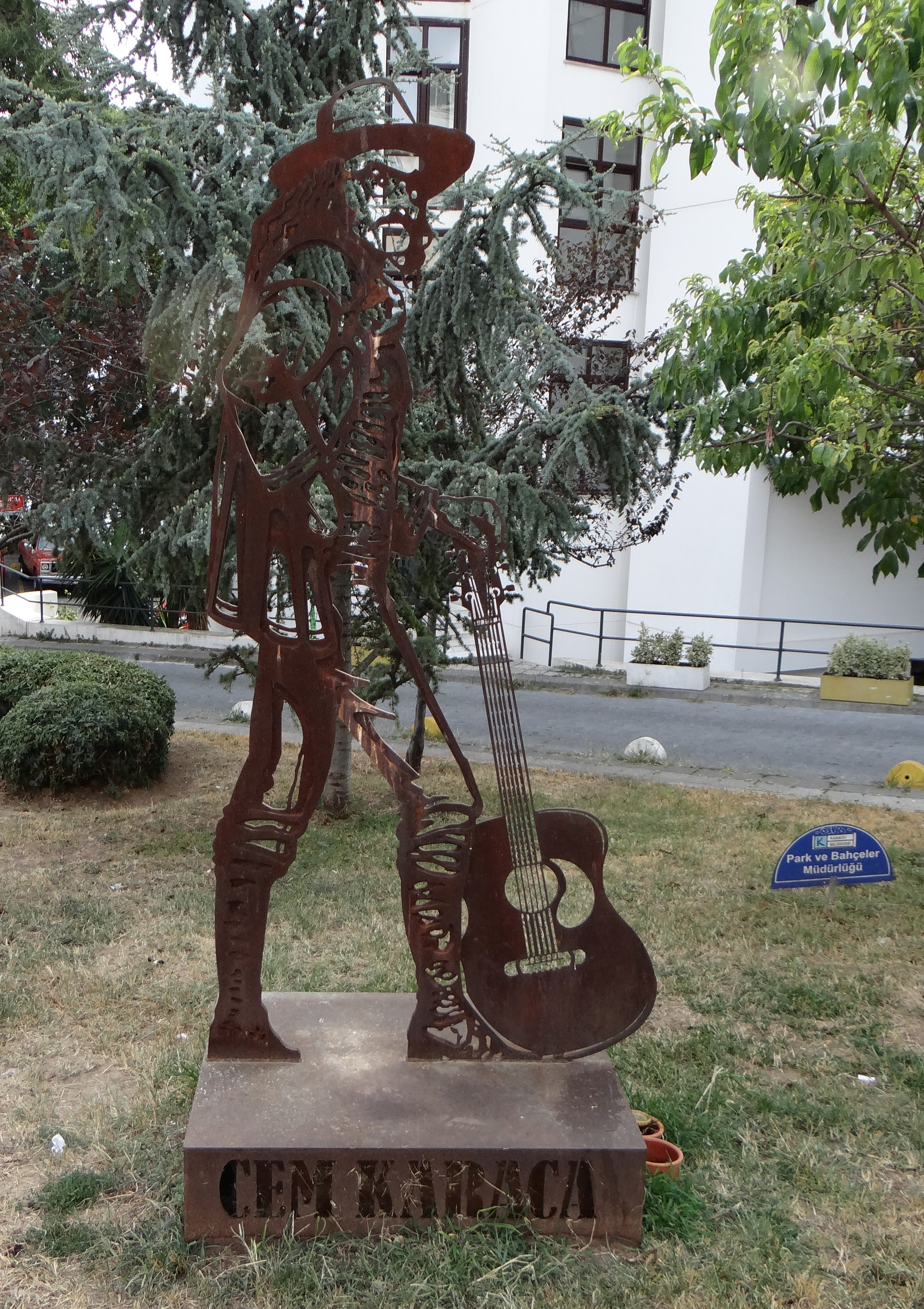
Cem Karaca (1945–2004)

- Karaca, Cem (* 1976), deutsch-türkischer Fußballspieler
- Karaça, Çengiz (* 1974), deutscher Karambolagespieler
- Karaca, Efecan (* 1989), türkischer Fußballspieler
- Karaca, Gizem (* 1992), türkische Schauspielerin und Model
- Karaca, Hayrettin (1922–2020), türkischer Unternehmer und Umweltschützer
- Karaca, Hazarhan (* 1999), türkischer Fußballspieler
- Karaca, Işın (* 1973), türkisch-zypriotische Popmusik-Sängerin
- Karaca, Kani (1930–2004), türkischer Musiker und Sufimeister
- Karaca, Reyhan (* 1970), türkische Popsängerin
- Karaca, Tuğba (* 1979), türkische Schauspielerin
- Karaca, Ulviye (* 1968), türkische Schauspielerin
- Karacadağ, Hasan (* 1976), türkischer Regisseur
- Karacakaya, Batuhan (* 1997), türkischer Schauspieler
- Karacan, Jem (* 1989), türkischer Fußballspieler
- Karacayli, Ercan (* 1967), deutsch-türkischer Schauspieler und RegisseurErcan Karacayli (* 1967)

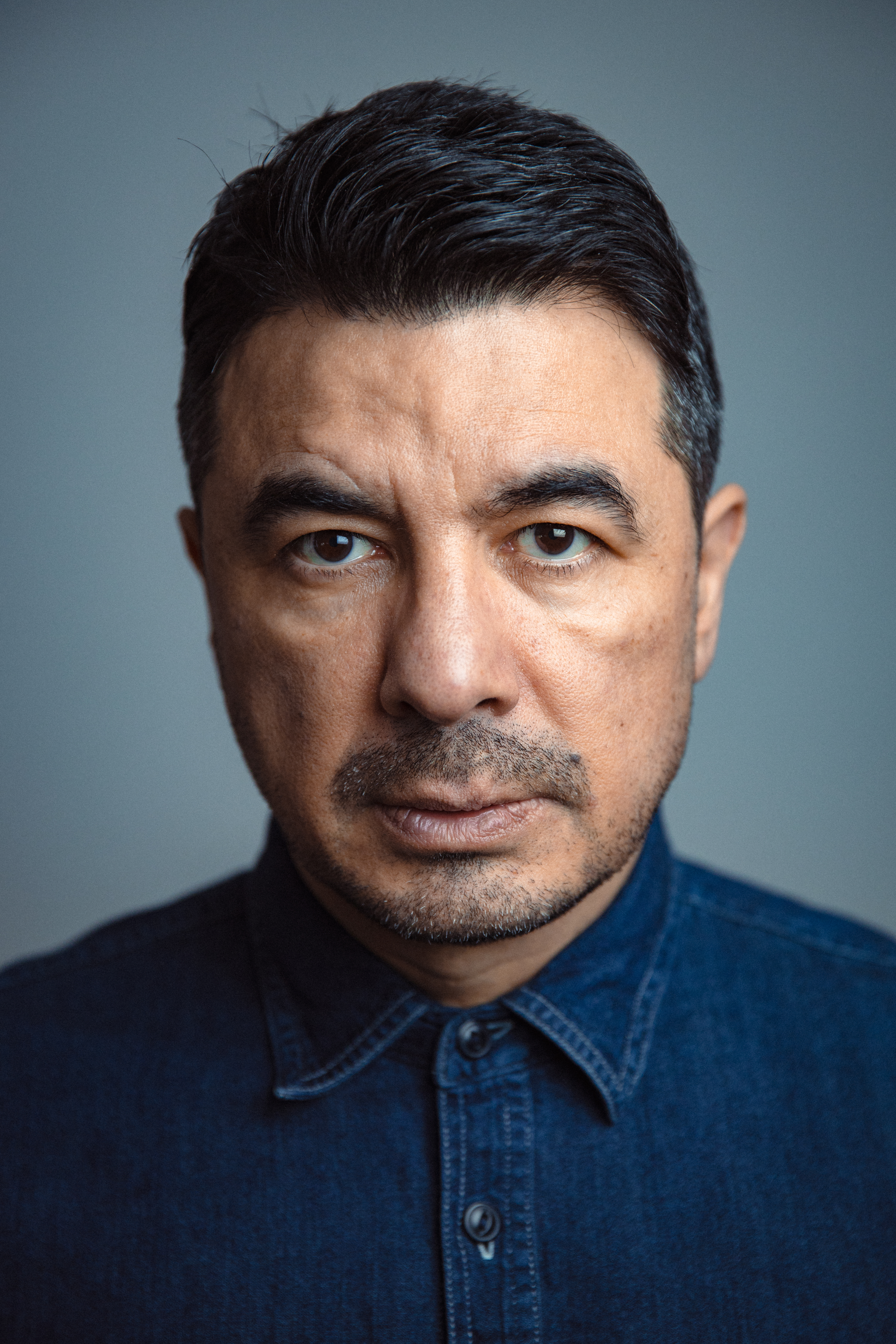
Ercan Karacayli (* 1967)

- Karachan, Lew Michailowitsch (1889–1937), sowjetischer Diplomat
- Karachouli, Regina (* 1941), deutsche Arabistin, Übersetzerin und Kulturwissenschaftlerin
- Karachun, Alexander (* 1995), deutsch-belarussischer Eishockeyspieler
- Karačić, Fran (* 1996), australisch-kroatischer Fußballspieler
- Karačić, Goran (* 1996), bosnisch-herzegowinischer Fußballtorhüter
- Karačić, Igor (* 1988), kroatischer Handballspieler
- Karácsony, Gergely (* 1975), ungarischer Politikwissenschaftler und Politiker
- Karácsony, Kinga (* 1969), ungarische Badmintonspielerin
- Karacsony, Thomas (* 1976), österreichischer Politiker (FPÖ)
- Karaczay, Andreas (1744–1808), österreichischer General

### Karad
- Karadağ, Alican (* 1990), türkischer Fußballspieler
- Karadag, Bora (* 1990), deutsch-türkischer Fußballspieler
- Karadaglić, Miloš (* 1983), montenegrinischer Gitarrist
- Karadaş, Azar (* 1981), norwegischer Fußballspieler
- Karadaş, Derya (* 1981), türkische Schauspielerin
- Karadaş, Rahmi Can (* 1995), türkischer Fußballspieler
- Karadassiou, Vassiliki (* 1973), griechische Beachvolleyballspielerin
- Karadayı, İsmail Hakkı (1932–2020), türkischer General
- Karademir, Yiğit (* 2004), deutsch-türkischer Fußballspieler
- Karadeniz, Batuhan (* 1991), türkischer Fußballspieler
- Karadeniz, Gökdeniz (* 1980), türkischer Fußballspieler
- Karadeniz, Gökhan (* 1990), türkischer Fußballspieler
- Karadeniz, Özgür (* 1977), deutscher SchauspielerÖzgür Karadeniz (* 1977)

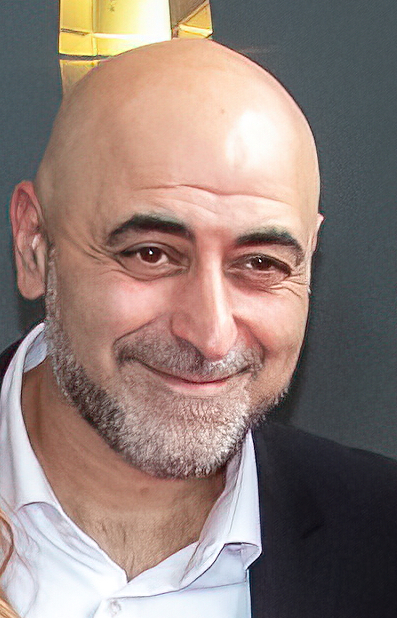
Özgür Karadeniz (* 1977)

- Karadeniz, Semih (* 1996), türkischer Fußballspieler
- Karadere, Nagihan (* 1984), türkische Leichtathletin
- Karádi, Paul (1523–1590), Buchdrucker und Vertreter des Unitarismus in Ungarn und im Banat
- Karadim, Klio (* 1970), bulgarische Malerin und Grafikerin
- Karadimtschew, Boris (1933–2014), bulgarischer Komponist und Songwriter
- Karadja Pascha, Jean (1836–1894), phanariotischer Offizier und Diplomat des Osmanischen Reiches
- Karadja, Constantin (1889–1950), Diplomat, Jurist, Historiker, Bibliograph und Bibliophil
- Karadja, Mary (1868–1943), schwedische Spiritistin und Antisemitin
- Karađorđe († 1817), serbischer AufständischerKarađorđe († 1817)

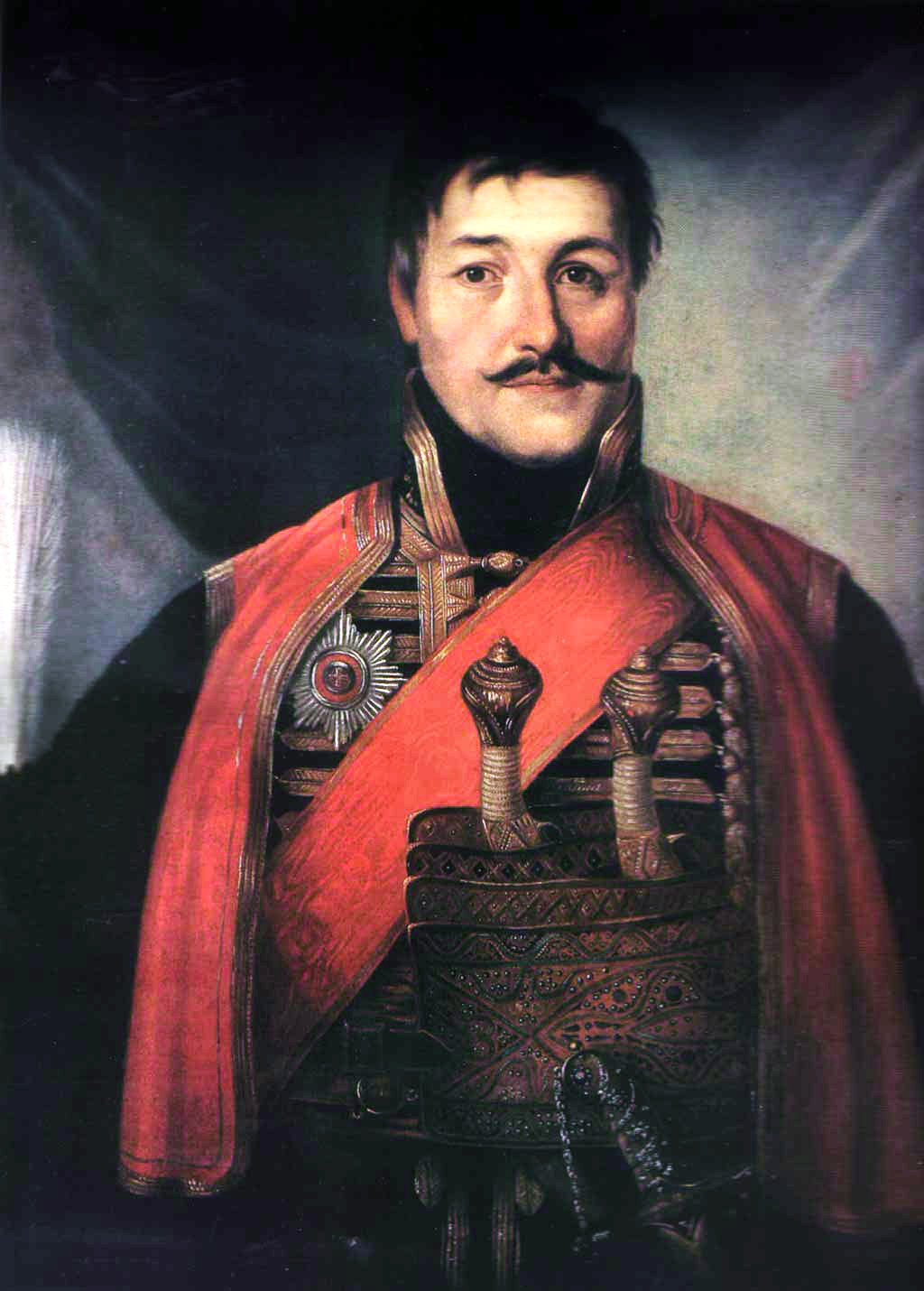
Karađorđe († 1817)

- Karađorđević, Aleksa (1859–1920), serbischer Thronprätendent
- Karađorđević, Aleksandar (1806–1885), serbischer Fürst
- Karađorđević, Daria (1859–1938), US-amerikanische Golferin und serbische Prinzessin
- Karadoğan, Faruk (* 1947), türkischer Fußballspieler und -trainer
- Karadscha, Stefan (1840–1868), bulgarischer Heiduckenführer
- Karadschow, Iwan (* 1989), bulgarischer Fußballtorhüter
- Karadschowa, Nadka (1937–2011), bulgarische Folkloresängerin
- Karadschowa, Nona (* 1960), bulgarische Politikerin
- Karaduman, Adem (* 1976), österreichisch-türkischer Schauspieler, Sprecher und Kabarettist
- Karaduman, Burak (* 1985), türkischer Fußballspieler
- Karaduman, Emrah (* 1987), türkischer Musikproduzent
- Karaduman, Gamze (* 1987), türkische Schauspielerin
- Karaduman, Necmettin (1927–2017), türkischer Politiker
- Karaduman, Tayyib (* 2000), türkischer Fußballspieler
- Karády, Katalin (1910–1990), ungarische Schauspielerin und Sängerin
- Karadžić, Goran (* 1974), serbischer Basketballspieler
- Karadžić, Mina (1828–1894), serbisch-stämmige Malerin und Autorin
- Karadžić, Radovan (* 1945), jugoslawischer bzw. bosnisch-serbischer PolitikerRadovan Karadžić (* 1945)

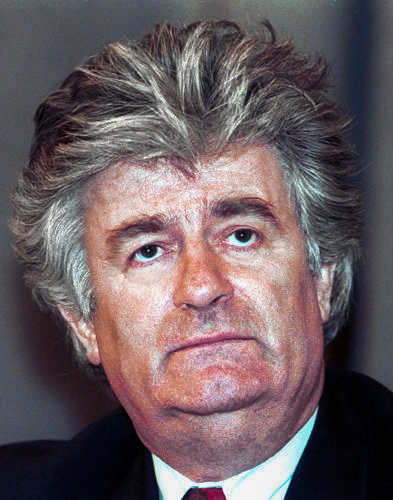
Radovan Karadžić (* 1945)

- Karadžić, Vuk (1787–1864), serbischer Philologe, Schöpfer der modernen serbischen Schriftsprache
- Karadžić, Vuk D. (* 1948), deutscher Fotokünstler

### Karae
- Karaer, Anıl (* 1988), türkischer Fußballspieler
- Karaer, Haydar (1920–2014), türkischer Schauspieler
- Karaer, Sefer (* 1956), türkischer Fußballspieler

### Karaf
- Karaffa-Korbut, Sofija (1924–1996), ukrainische Druckgrafikerin, Vertreterin der Sechziger
- Karafiát, Jan (1846–1929), tschechischer evangelischer Pfarrer und Schriftsteller
- Karafiat, Karl (1866–1929), böhmischer Geistlicher, Denkmalpfleger und Heimatforscher
- Karafiát, Ondřej (* 1994), tschechischer Fußballspieler
- Karafırtınalar, Sait (* 1969), türkischer Fußballspieler und -trainer
- Karaflas, Dimitris (1935–2010), griechischer Leichtathlet und Trainer
- Karafyllis, Nicole C. (* 1970), deutsche Philosophin, Biologin und Professorin für Philosophie an der TU Braunschweig

### Karag
- Karaganow, Sergei Alexandrowitsch (* 1952), russischer PolitikwissenschaftlerSergei Alexandrowitsch Karaganow (* 1952)

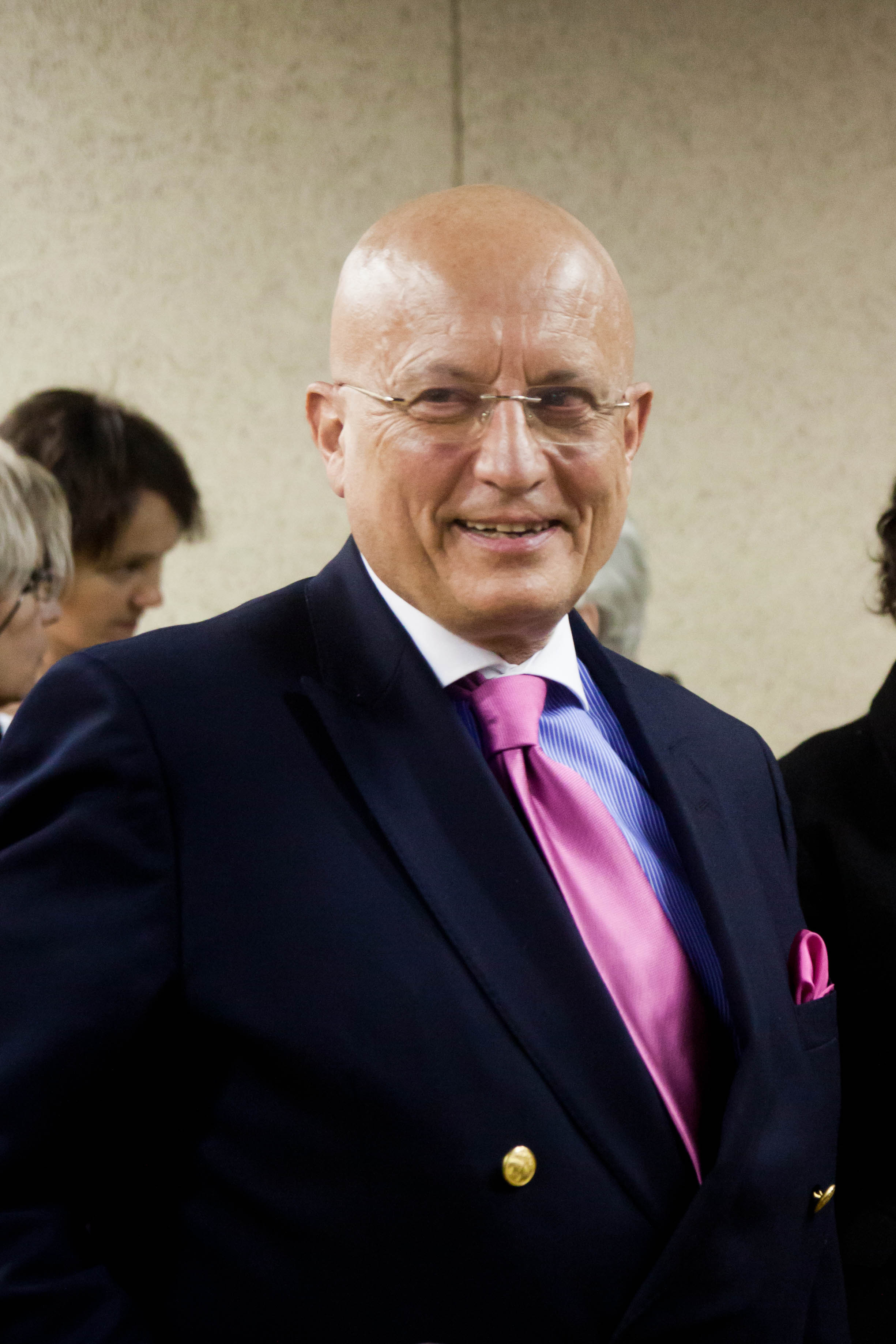
Sergei Alexandrowitsch Karaganow (* 1952)

- Karageorghis, Vassos (1929–2021), zypriotischer Klassischer Archäologe
- Karagesjan, Karen Karowitsch (1935–2025), sowjetischer bzw. russischer Journalist, Übersetzer und Schriftsteller
- Karagianni, Anais (* 1999), griechische Leichtathletin
- Karagianni, Eftychia (* 1973), griechische Wasserballspielerin
- Karagianni, Lela (1898–1944), griechische Widerstandskämpferin gegen die deutsche Besatzungsmacht in Griechenland
- Karagiannidis, Christian (* 1973), deutscher Hochschullehrer und Intensivmediziner
- Karagiannis, Asterios (* 1986), deutsch-griechischer Fußballspieler
- Karagiannis, Dimitris (* 1956), Universitätsprofessor für Informatik an der Universität Wien
- Karagiannopoulos, G., griechischer Sportschütze
- Karagias, Evan (* 1973), US-amerikanischer Wrestler
- Karagiozidis, Kostas (* 1975), Musikproduzent und Künstler
- Karagjan, Aschot (* 1951), sowjetischer Fechter
- Karagjosowa, Iwa (* 1971), bulgarische Biathletin
- Karagkouni, Panagiota (* 1993), griechische Volleyball- und Beachvolleyballspielerin
- Karagöbek, Eyüp (* 1989), türkischer Radrennfahrer
- Karagöllü, Fırat (* 1978), türkischer Boxer
- Karagöllü, Mustafa (* 1981), türkischer Boxer
- Karagoromo, Kisshū (1743–1802), japanischer Lyriker
- Karagounis, Giorgos (* 1977), griechischer FußballspielerGiorgos Karagounis (* 1977)

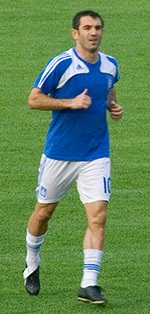
Giorgos Karagounis (* 1977)

- Karagöz, Afra (* 2002), türkische Schauspielerin ukd Model
- Karagöz, Enver (1948–2007), türkischer Lehrer und Dichter
- Karagöz, Kenan (1938–1989), türkischer Schauspieler
- Karagöz, Reşat (* 1975), türkischer Politiker (CHP)
- Karagöz, Sercan (* 1993), türkischer Fußballspieler
- Karagöz, Soner (* 1972), türkischer Boxer
- Karagöz, Yusuf (* 1999), türkischer Fußballtorhüter
- Karagül, İbrahim (* 1969), türkischer Journalist
- Karagül, Muhammed (* 1997), türkischer Eishockeytorwart
- Karagülmez, Timur (* 1989), deutsch-türkischer Fußballspieler

### Karah
- Karaha, Wadsim (* 1985), belarussischer Eishockeyspieler
- Karahan, Alperen (* 2000), türkischer Kugelstoßer
- Karahan, Pelin (* 1984), türkische Schauspielerin und Model
- Karahanoğlu, Yener (* 1946), türkischer Admiral
- Karahasan, Dževad (1953–2023), bosnisch-herzegowinischer Schriftsteller und DramaturgDževad Karahasan (1953–2023)

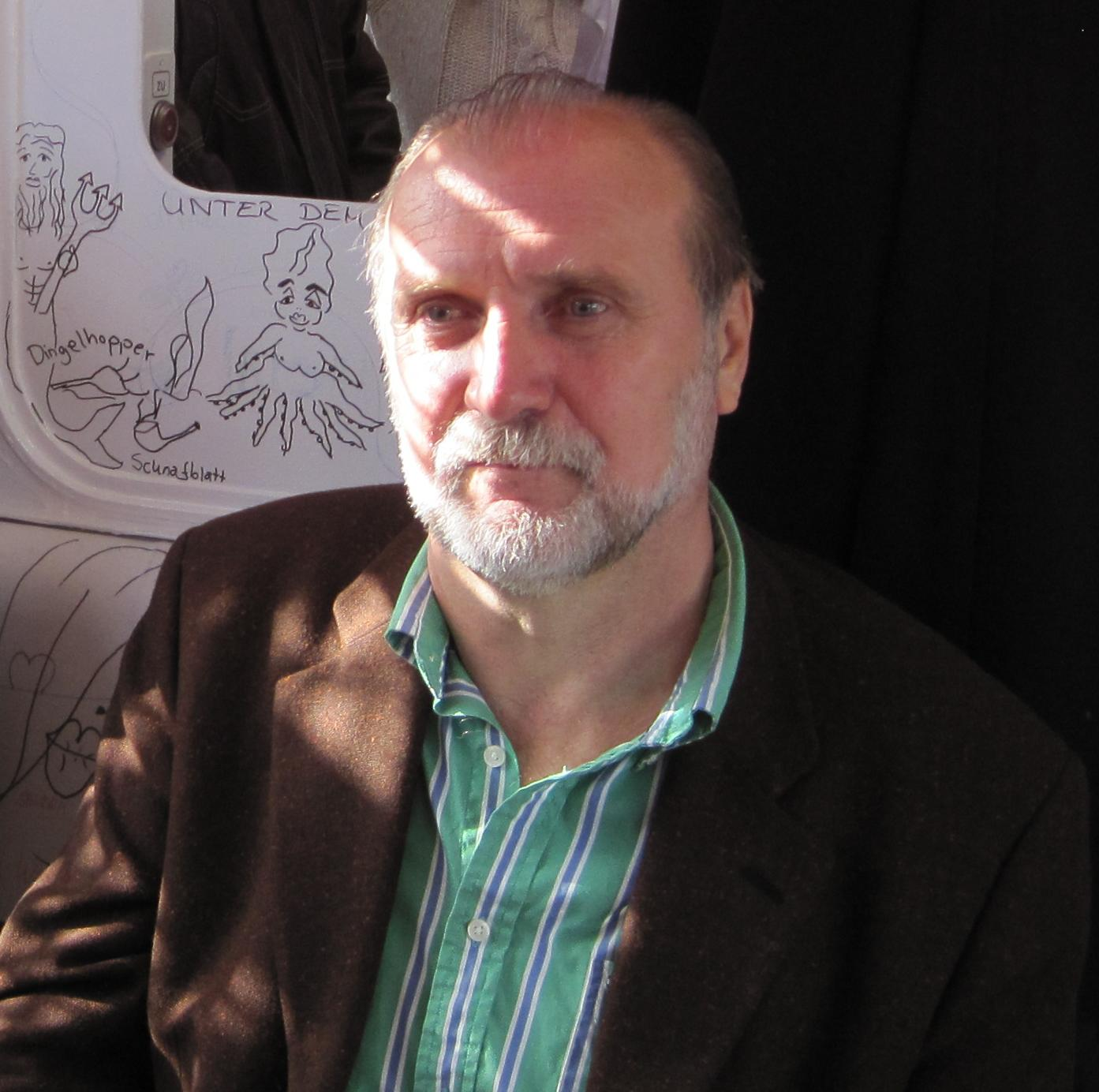
Dževad Karahasan (1953–2023)

- Karahasan, Yilmaz (1938–2023), türkischer Elektrotechniker und Gewerkschaftler der IG Metall
- Karahasanovic, Samir (* 1982), deutscher Fußballspieler
- Karahoda, Samir (* 1977), kosovarischer Filmregisseur, Drehbuchautor und Kameramann
- Karahodzina, Ina (* 1987), belarussische Tischtennisspielerin

### Karai
- Karai, József (1927–2013), ungarischer Komponist
- Karai, Senryū (1718–1790), japanischer Dichter
- Karaian, Melikof (1938–2023), armenischer Komponist und Musikpädagoge
- Karaibrahimgil, Nil (* 1976), türkische Popsängerin
- Karaindrou, Eleni (* 1941), griechische Komponistin
- Karaiskakis, Georgios (1782–1827), General des griechischen Befreiungskrieges
- Karaismailoğlu, Adil (* 1969), türkischer Maschinenbauingenieur, Transport- und Infrastrukturminister der Türkei
- Karaiti, Bureieta, kiribatischer Kirchenfunktionär
- Karaivaz, Giorgos (1968–2021), griechischer Journalist

### Karaj
- Karaj, Xheni, albanische LGBT-Aktivistin
- Karaja (* 1978), deutsche Sängerin und Tänzerin
- Karajan, Eliette von (* 1939), französische Kunstmäzenin, Witwe Herbert von Karajans
- Karajan, Herbert von (1908–1989), österreichischer DirigentHerbert von Karajan (1908–1989)

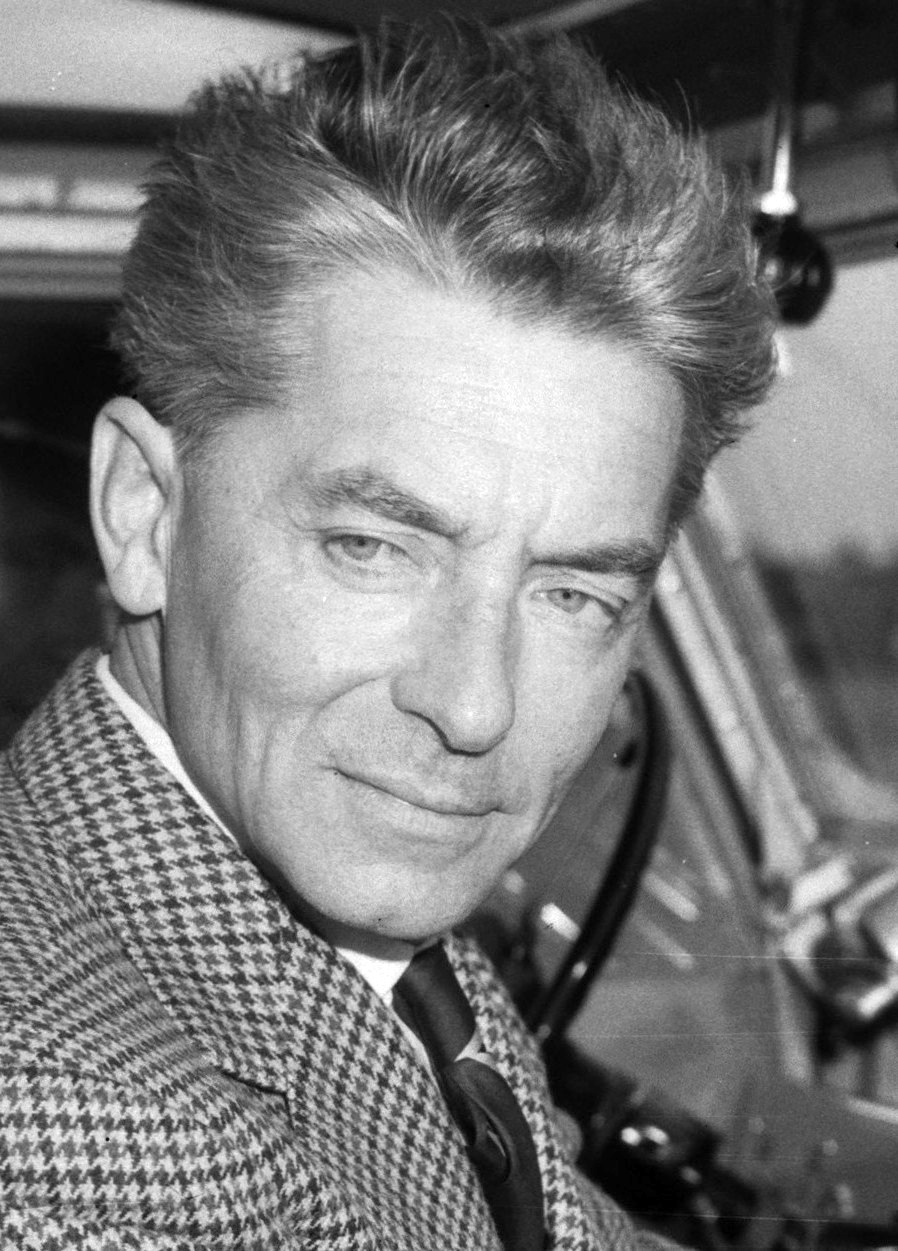
Herbert von Karajan (1908–1989)

- Karajan, Isabel (* 1960), österreichische Schauspielerin
- Karajan, Max Theodor von (1833–1914), österreichischer klassischer Philologe
- Karajan, Theodor von (1810–1873), österreichischer Germanist, Historiker und Politiker
- Karajan, Wolfgang von (1906–1987), österreichischer Organist und Ensembleleiter
- Karajantschewa, Zweta (* 1968), bulgarische Ingenieurin und Politikerin (GERB)
- Karajew, Alan Taimurasowitsch (* 1977), russischer Kampfsportler und Armdrücker
- Karajew, Ruslan Saweljewitsch (* 1983), ossetischer Kickboxer
- Karajew, Witali Sergejewitsch (1962–2008), russischer Politiker, Bürgermeister von Wladikawkas
- Karajica, Tomislav (* 1976), deutscher Unternehmer und Investor
- Karajica, Zeljko (* 1970), deutscher Medienmanager
- Karajotow, Iwan (1941–2018), bulgarischer Archäologe, Historiker und Hochschullehrer

### Karak
- Karaka, Dosabhai Framji (1829–1902), indischer Zeitungsredakteur, Beamter und Autor
- Karakabak, Onur (* 1992), türkischer Fußballspieler
- Karakajew, Sergei Wiktorowitsch (* 1961), russischer Generaloberst und Kommandeur der strategischen RaketentruppenSergei Wiktorowitsch Karakajew (* 1961)

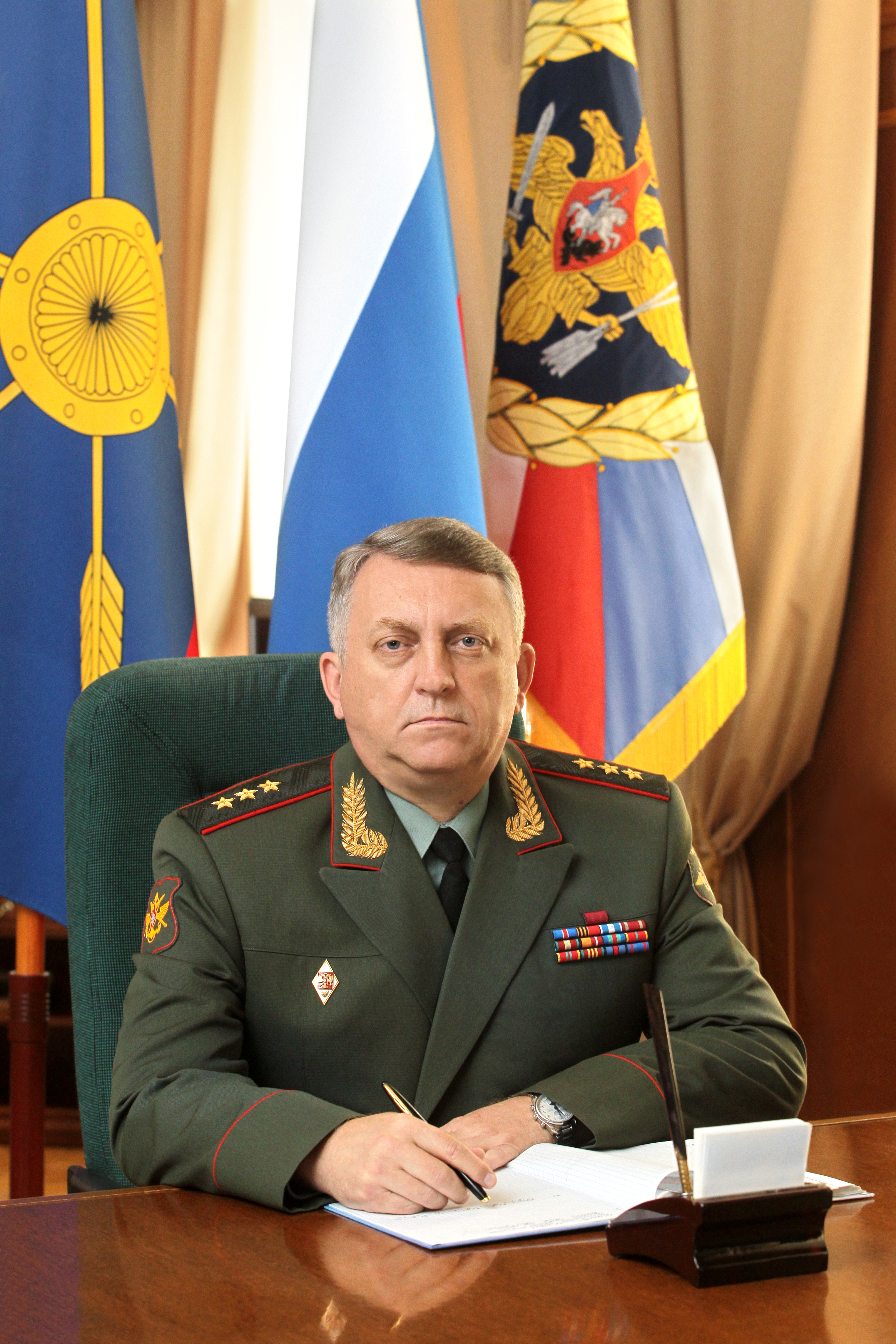
Sergei Wiktorowitsch Karakajew (* 1961)

- Karakale, Saim (* 1988), türkischer Schauspieler
- Karakalos, Tilemachos (1866–1951), griechischer Fechter
- Karakamani, nubischer König
- Karakaş, Cahit (* 1928), türkischer Politiker
- Karakaš, Damir (* 1967), kroatischer Schriftsteller und Karikaturist
- Karakaş, Doğa (* 2002), türkischer Schauspieler
- Karakas, Éva (1922–1995), ungarische Schachmeisterin
- Karakas, Hedvig (* 1990), ungarische Judoka
- Karakaş, İlker (* 1999), türkischer Fußballspieler
- Karakaş, Işıl (1958–2024), türkische Politik- und Rechtswissenschaftlerin, Richterin am Europäischen Gerichtshof für Menschenrechte
- Karakaş, Kıvanç (* 1985), türkischer Fußballspieler
- Karakas, László (1923–1989), ungarischer kommunistischer Politiker, Mitglied des Parlaments
- Karakas, Mike (1911–1992), US-amerikanischer Eishockeytorhüter
- Karakaschian, Jeranuhi (1848–1924), armenische Schauspielerin
- Karakaschian, Madatya (1818–1903), armenischer Sprachwissenschaftler und Publizist
- Karakaschian, Verkine (1856–1933), armenische Schauspielerin
- Karakašević, Aleksandar (* 1975), serbischer Tischtennisspieler
- Karakašević, Milivoj (1948–2022), jugoslawischer Tischtennisspieler und -trainer
- Karakaşoğlu, Yasemin (* 1965), deutsche Turkologin und Erziehungswissenschaftlerin
- Karakassidis, Cronis (* 1983), deutscher Schauspieler
- Karakatenko, Arkadi Gerassimowitsch (1900–1970), sowjetisch-ukrainischer Schriftsteller, ukrainischer Lokaljournalist und Literaturkritiker
- Karakatsanis, Andromache (* 1955), kanadische Juristin
- Karakatsanis, Konstantinos (* 1877), griechischer Leichtathlet und Ruderer
- Karakatschanow, Krassimir (* 1965), bulgarischer Politiker und Historiker
- Karakaya, Dudu (* 1985), türkische Mittelstreckenläuferin
- Karakaya, Esra (* 1991), deutsche Moderatorin und Webvideojournalistin
- Karakaya, Tolgay (* 1990), türkischer Fußballspieler
- Karakéhéyan, Nechan (1932–2021), griechischer Ordensgeistlicher, armenisch-katholischer Ordinarius von Osteuropa
- Karaket, Pen-Ek (* 1990), thailändischer Taekwondoin
- Karaki, Junzō (1904–1980), japanischer Literaturwissenschaftler
- Karakis, Iossif Juljewitsch (1902–1988), sowjetischer Architekt, Städtebauer, Künstler und Pädagoge, einer der talentiertesten ukrainischen Baumeister der Sowjetzeit
- Karakis, Irma Iossifowna (1930–2022), sowjetische bzw. ukrainisch-US-amerikanische Architektin, Stadtplanerin und Möbeldesignerin
- Karakış, Nevzat (* 1960), türkischer Protestmusiker
- Karakiya, al-, Sängersklavin
- Karakoç, Ceren (* 1984), türkische Schauspielerin
- Karakoç, Nazmi (1909–1980), türkischer General
- Karakoç, Oğuz (* 2003), türkischer Eishockeyspieler
- Karakoç, Osman (* 1984), türkischer Schauspieler
- Karakoç, Sezai (1933–2021), türkischer Dichter und Politiker
- Karakoç, Yavuz (* 1988), türkischer Eishockeyspieler
- Karakosow, Dmitri Wladimirowitsch (1840–1866), russischer Attentäter
- Karakostas, Pavlos (1937–2002), griechischer Schriftsteller
- Karakoutis, Giannis (* 2003), griechischer Fußballspieler
- Karakoyun, Ercan (* 1980), deutscher Soziologe und islamischer Religionsfunktionär (Gülen-Bewegung)
- Karaküçük, Adnan (1927–2005), türkischer Politiker, Abgeordneter, Senator und Minister
- Karakullukçu, Oltan (* 1991), türkischer Fußballspieler
- Karakulow, Nikolai Sacharowitsch (1918–1988), sowjetischer Sprinter
- Karakuş, Doğan (* 1993), türkischer Fußballspieler
- Karakuş, Hidayet (* 1946), türkische Autorin
- Karakuş, Nimet (* 1993), türkische Sprinterin
- Karakuş, Vedat (* 1998), türkischer Fußballtorhüter
- Karakuyu, Reşat (* 1928), türkischer Autor und Weltenbummler

### Karal
- Karalahti, Jere (* 1975), finnischer Eishockeyspieler
- Karalar, Aslıhan (* 1999), türkische Schauspielerin
- Karalić, Milorad (* 1946), jugoslawisch-serbischer Handballspieler
- Karalienė, Donata (* 1989), litauische Ruderin
- Karalienė, Inga, litauische Gerichtsvollzieherin
- Karalijtschew, Angel (1902–1972), bulgarischer Autor
- Karalis, Emmanouil (* 1999), griechischer StabhochspringerEmmanouil Karalis (* 1999)

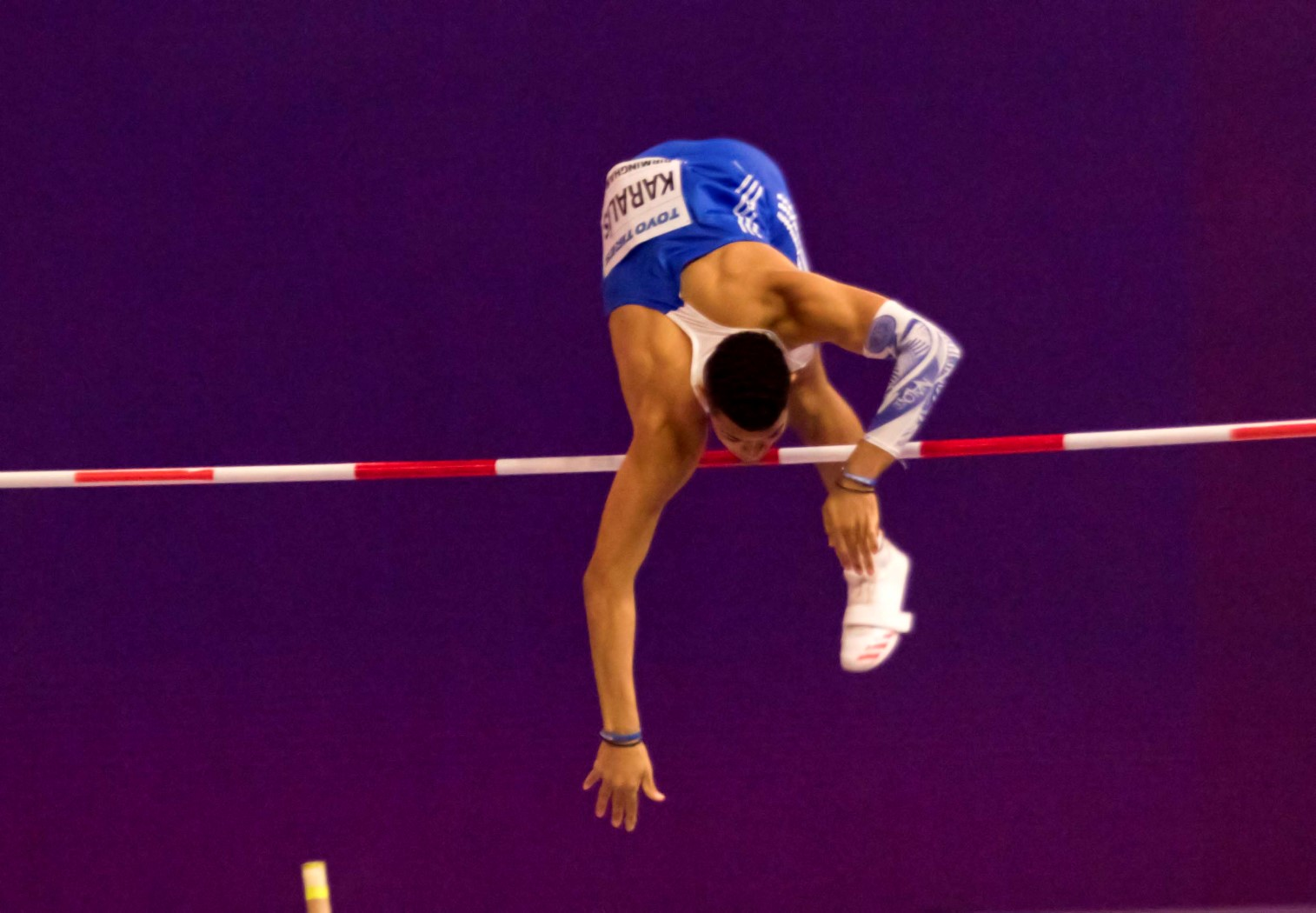
Emmanouil Karalis (* 1999)

- Karalius, Gediminas (* 1942), litauischer Bildhauer
- Karalius, Linas (* 1973), litauischer Musiker und Politiker
- Karaljok, Arzjom (* 1996), belarussischer Handballspieler
- Karaljok, Jauhenij (* 1996), belarussischer Radsportler
- Karall, Johann (1934–2008), österreichischer Politiker (ÖVP), Landesrat im Burgenland
- Karall, Lorenz (1894–1965), österreichischer Rechtsanwalt und Politiker (CSP, VF, ÖVP)
- Karalli, Vera (1889–1972), russische Tänzerin, Choreografin und Stummfilmschauspielerin
- Karallus, Thomas (* 1958), deutscher Synchronsprecher und Schauspieler
- Karalus, Birte (* 1966), deutsche Journalistin und Moderatorin

### Karam
- Karam, Elias (* 1960), syrischer Sänger
- Karam, Peter (* 1959), libanesischer Geistlicher, maronitischer Kurienbischof
- Karam, Sage (* 1995), US-amerikanischer Automobilrennfahrer
- Karam, Yousef (* 1993), kuwaitischer Sprinter und Hürdenläufer
- Karaman, Alexander Akimowitsch (* 1956), moldauischer Politiker
- Karaman, Gamze (* 1982), türkische Schauspielerin
- Karaman, Hayrettin (* 1934), türkischer islamischer Theologe, Journalist und Schriftsteller
- Karaman, Hikmet (* 1960), türkischer Fußballtrainer
- Karaman, İlkan (1990–2024), türkischer Basketballspieler
- Karaman, Immo (* 1972), deutscher Theaterregisseur
- Karaman, Kenan (* 1994), türkisch-deutscher FußballspielerKenan Karaman (* 1994)

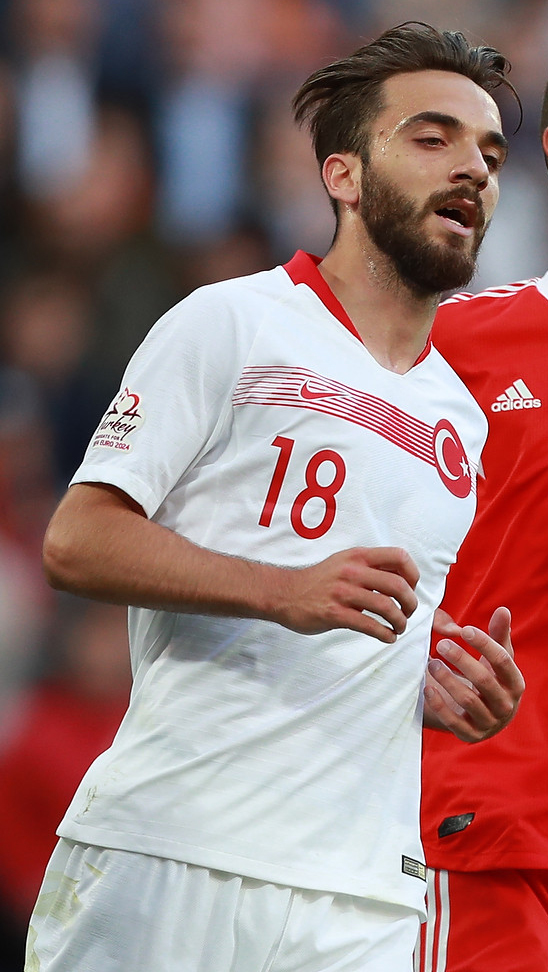
Kenan Karaman (* 1994)

- Karaman, Koray (* 1973), türkischer Basketballspieler und -trainer
- Karaman, Mladen (1937–1991), jugoslawischer beziehungsweise serbischer Biologe und Zoologe
- Karaman, Seddar (* 1994), türkischer Fußballspieler
- Karaman, Stanko (1889–1959), jugoslawischer Biologe und Zoologe
- Karaman, Ünal (* 1966), türkischer Fußballspieler und -trainer
- Karaman, Zora (1907–1974), jugoslawische Entomologin
- Karamanlis, Konstantinos (1907–1998), griechischer Politiker
- Karamanlis, Kostas (* 1956), griechischer PolitikerKostas Karamanlis (* 1956)

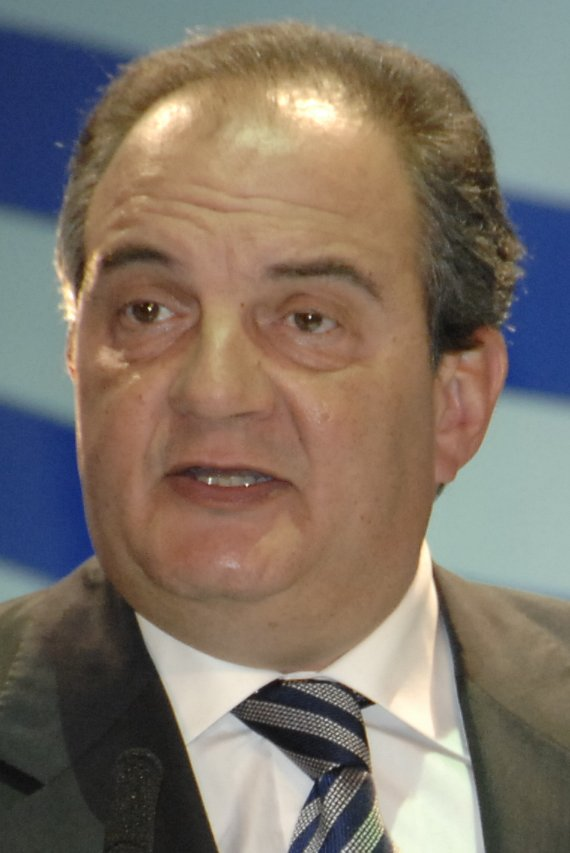
Kostas Karamanlis (* 1956)

- Karamanlis, Kostas (* 1974), griechischer Politiker
- Karamanolis, George E. (* 1970), griechischer Altphilologe und Philosophiehistoriker
- Karamanolis, Stratis (* 1934), griechischer Ingenieur, Fachbuchautor und Verleger
- Karamanolow, Nikola (* 2005), bulgarischer Sprinter
- Karamanos, Irina (* 1989), chilenische Anthropologin, Soziologin, Politologin und feministische Aktivistin
- Karamanoukian, Aram (1910–1996), syrisch-amerikanischer Generalleutnant der syrischen Armee sowie Abgeordneter des syrischen Parlaments
- Karamanow, Alemdar (1934–2007), ukrainisch-russischer Komponist
- Karamarinow, Dobromir (* 1958), bulgarischer Leichtathletikfunktionär
- Karamarko, Marin (* 1998), kroatischer Fußballspieler
- Karamarko, Tomislav (* 1959), kroatischer Politiker und Innenminister
- Karamarković, Irina (* 1978), serbische Sängerin, Komponistin und Autorin
- Karamat, Jehangir (* 1941), pakistanischer General, Diplomat und Professor für Politikwissenschaft
- Karamata, Jovan (1902–1967), jugoslawischer Mathematiker
- Karamatic, Mateo (* 2001), österreichischer Fußballspieler
- Karamatić, Tin (* 1993), kroatischer Fußballspieler
- Karamatskos, Kosta (* 1986), deutscher Basketballspieler
- Karamazov, Edin (* 1965), bosnischer Lautenspieler
- Karamehmet, Mehmet Emin (* 1944), türkischer Unternehmer
- Karamete, İrem (* 1993), türkische Fechterin
- Karami, Abdul Hamid (1890–1950), libanesischer Ministerpräsident
- Karami, Majid (* 1959), iranischer Instrumentenbauer
- Karami, Omar (1934–2015), libanesischer Politiker
- Karami, Raschid (1921–1987), libanesischer Ministerpräsident
- Karami, Youssef (* 1983), iranischer Taekwondoin
- Karamichailova, Elisabeth (1897–1968), bulgarische Physikerin
- Karamichas, Kleanthis (* 1988), griechischer Biathlet und Skilangläufer
- Karamigios, Nikos, Filmproduzent
- Karamık, Sunay (* 1966), türkische Politikerin (AKP)
- Karamira, Froduald (1947–1998), ruandischer Politiker
- Karamitew, Apostol (1923–1973), bulgarischer Schauspieler
- Karamitsos, Efthimios (* 1956), deutsch-griechischer Karateka
- Karamizade, Behrooz (* 1978), iranischer FilmregisseurBehrooz Karamizade (* 1978)

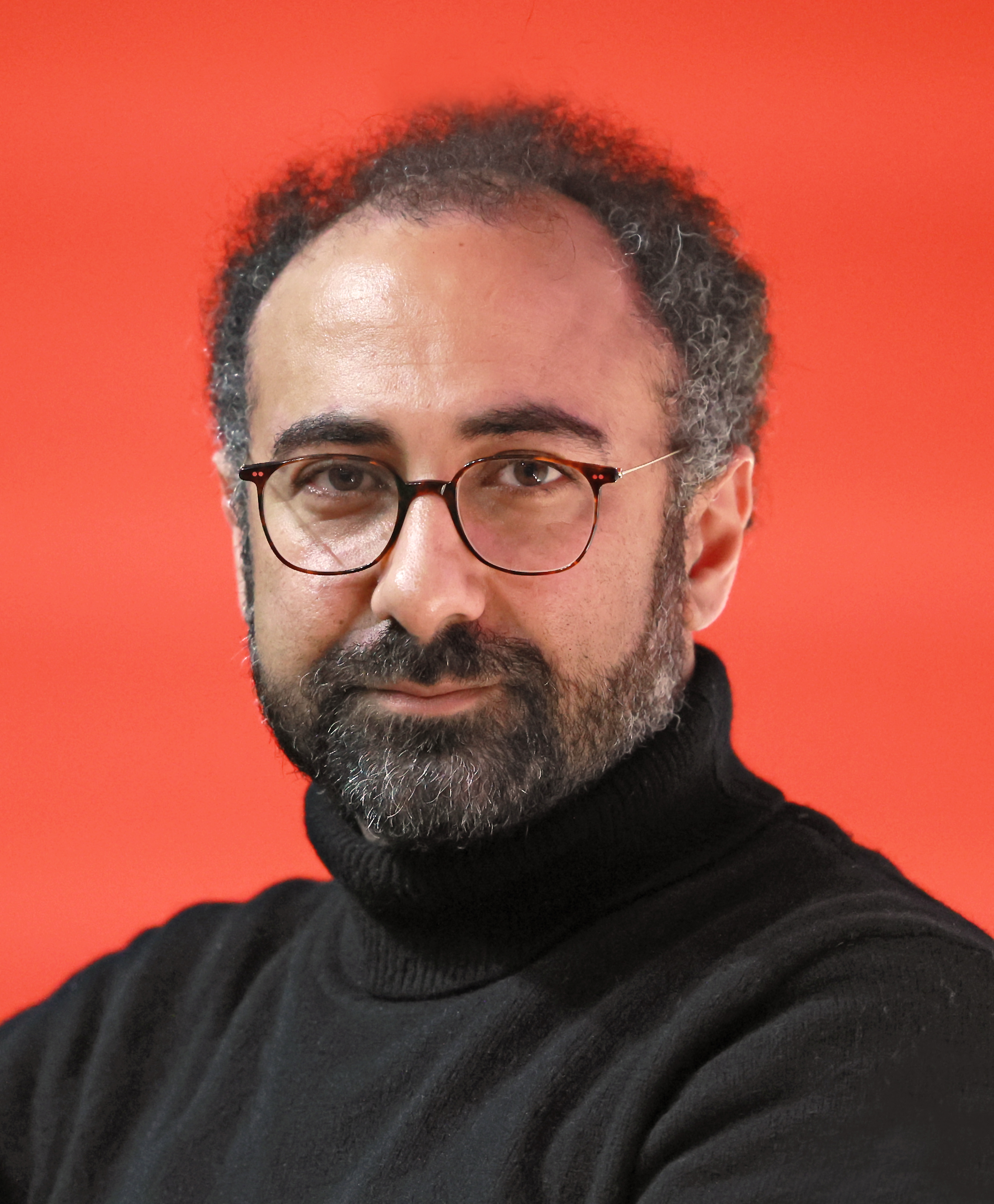
Behrooz Karamizade (* 1978)

- Karamjan, Erasm (1912–1985), armenischer Regisseur und Drehbuchautor
- Karamnow, Witali Witaljewitsch (* 1989), russischer Eishockeyspieler
- Karamnow, Witali Wladimirowitsch (* 1968), russischer Eishockeyspieler
- Karamoh, Yann (* 1998), französischer Fußballspieler
- Karamoko, Mamoudou (* 1999), französisch-ivorischer Fußballspieler
- Karamoko, Naïma (* 1997), Schweizer Tennisspielerin
- Karamoko, Sankara (* 2003), ivorischer Fußballspieler
- Karamollaoğlu, Temel (* 1941), türkischer Politiker
- Karamschojew, Dodchudo (1932–2007), tadschikischer Philologe
- Karamsin, Nikolai Michailowitsch (1766–1826), russischer Autor und Dichter
- Karamtschakowa, Inga Alexejewna (* 1978), russische Ringerin
- Karamtschakowa, Natalja Alexejewna (* 1975), russische Ringerin
- Karamustafa, Gülsün (* 1946), türkische Künstlerin
- Karamut, İsmail (* 1950), türkischer Klassischer Archäologe
- Karamyschew, Alexander Matwejewitsch (1744–1791), russischer Bergbauingenieur, Metallurg, Botaniker und Hochschullehrer
- Karamyschew, Boris Pawlowitsch (1915–2003), russischer Komponist und Dirigent

### Karan
- Karan Singh, Sandeep (* 1985), indischer Mittelstreckenläufer
- Karan, Amara (* 1984), britische Schauspielerin
- Karan, Burak (* 1987), deutscher Fußballspieler
- Karan, Donna (* 1948), US-amerikanische Modedesignerin und UnternehmerinDonna Karan (* 1948)

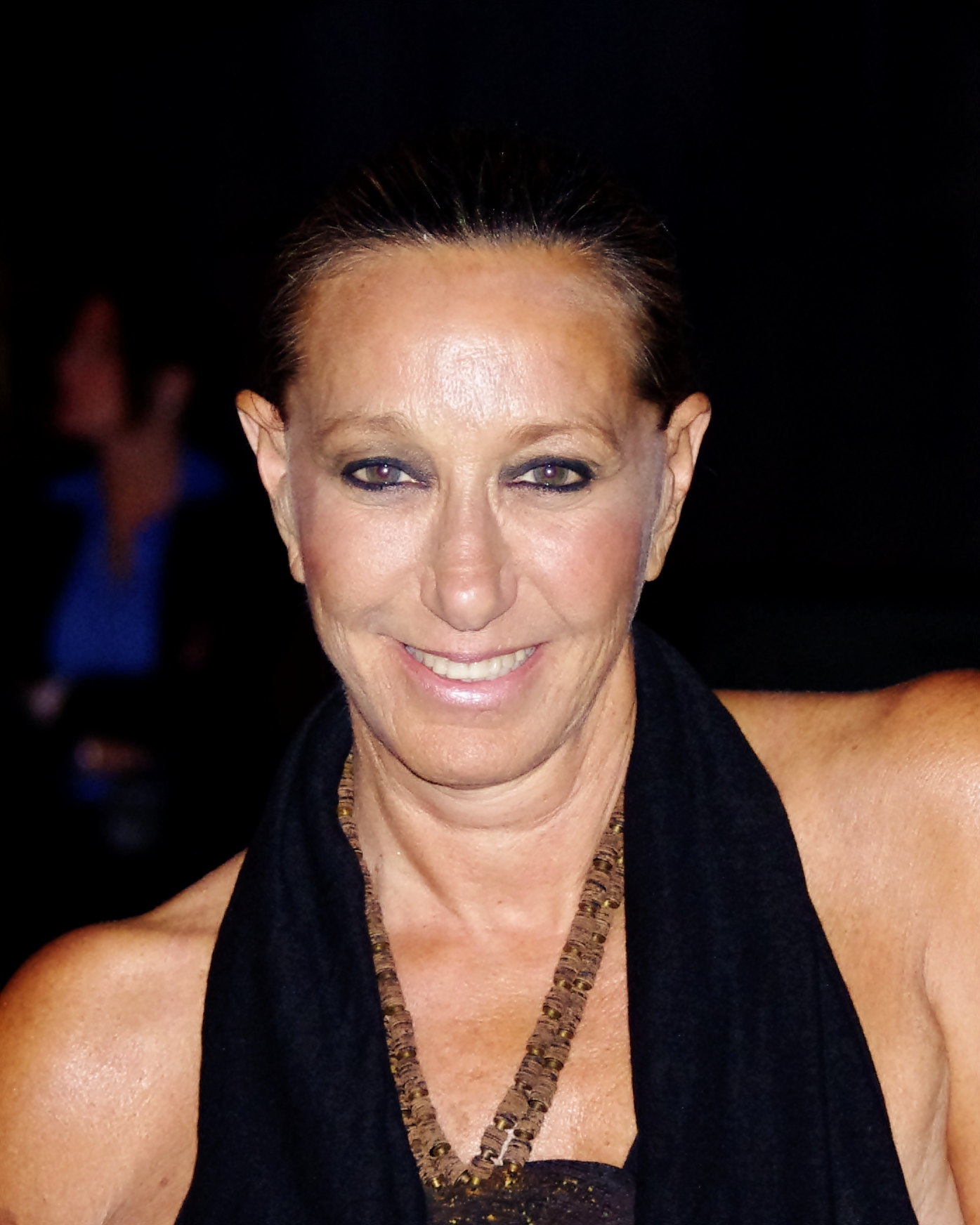
Donna Karan (* 1948)

- Karan, Goran (* 1964), kroatischer Sänger
- Karan, Guilherme (1957–2016), brasilianischer Schauspieler
- Karan, Ian (* 1939), deutscher Unternehmer und Mäzen
- Karan, Marija (* 1982), serbische Schauspielerin
- Karan, Ümit (* 1976), türkischer Fußballspieler
- Karanam, Dhaman Kumar (* 1963), indischer römisch-katholischer Geistlicher, Bischof von Nalgonda
- Karancı, Ömer (* 1992), türkischer Fußballspieler
- Karandasch (1901–1983), russischer Clown
- Karandukowa, Anna (* 2006), ukrainische Leichtathletin
- Karangwa, Prosper (* 1978), kanadischer Basketballfunktionär und -spieler
- Karanikas, Konstantin (* 1966), deutsch-griechischer Bewegungs- und Sportwissenschaftler
- Karanja, Elijah Muturi (* 1981), kenianischer Langstreckenläufer
- Karanjia, Burjor Khurshedji (1919–2012), indischer Journalist, Filmfunktionär und Buchautor
- Karanjia, Rustom Khurshedji (1912–2008), indischer Journalist, Herausgeber und Buchautor
- Karanka, Aitor (* 1973), spanischer Fußballspieler und -trainer
- Karanos, König von Makedonien, Vasall des Darius I. von Persien
- Karanos, Offizier Alexanders des Großen
- Karanovic, Dragan (* 1978), deutscher Basketballspieler
- Karanović, Goran (* 1987), Schweizer Fußballspieler
- Karanović, Mirjana (* 1957), serbische Schauspielerin und Filmemacherin
- Karanović, Sergije (* 1975), serbischer Geistlicher, serbisch-orthodoxer Bischof von Mitteleuropa
- Karantinos, Patroklos (1903–1976), griechischer Architekt
- Karantinos, Sokratis (1906–1979), griechischer Theaterregisseur, Theaterkritiker, Schauspiellehrer und Schauspieler
- Karanušić, Roko (* 1982), kroatischer Tennisspieler

### Karao
- Karaoglan, Arif (* 1986), deutsch-türkischer Fußballspieler
- Karaoğlan, Atilla (* 1986), türkischer Fußballschiedsrichter
- Karaoglan, Thomas (* 1993), deutscher PopsängerThomas Karaoglan (* 1993)

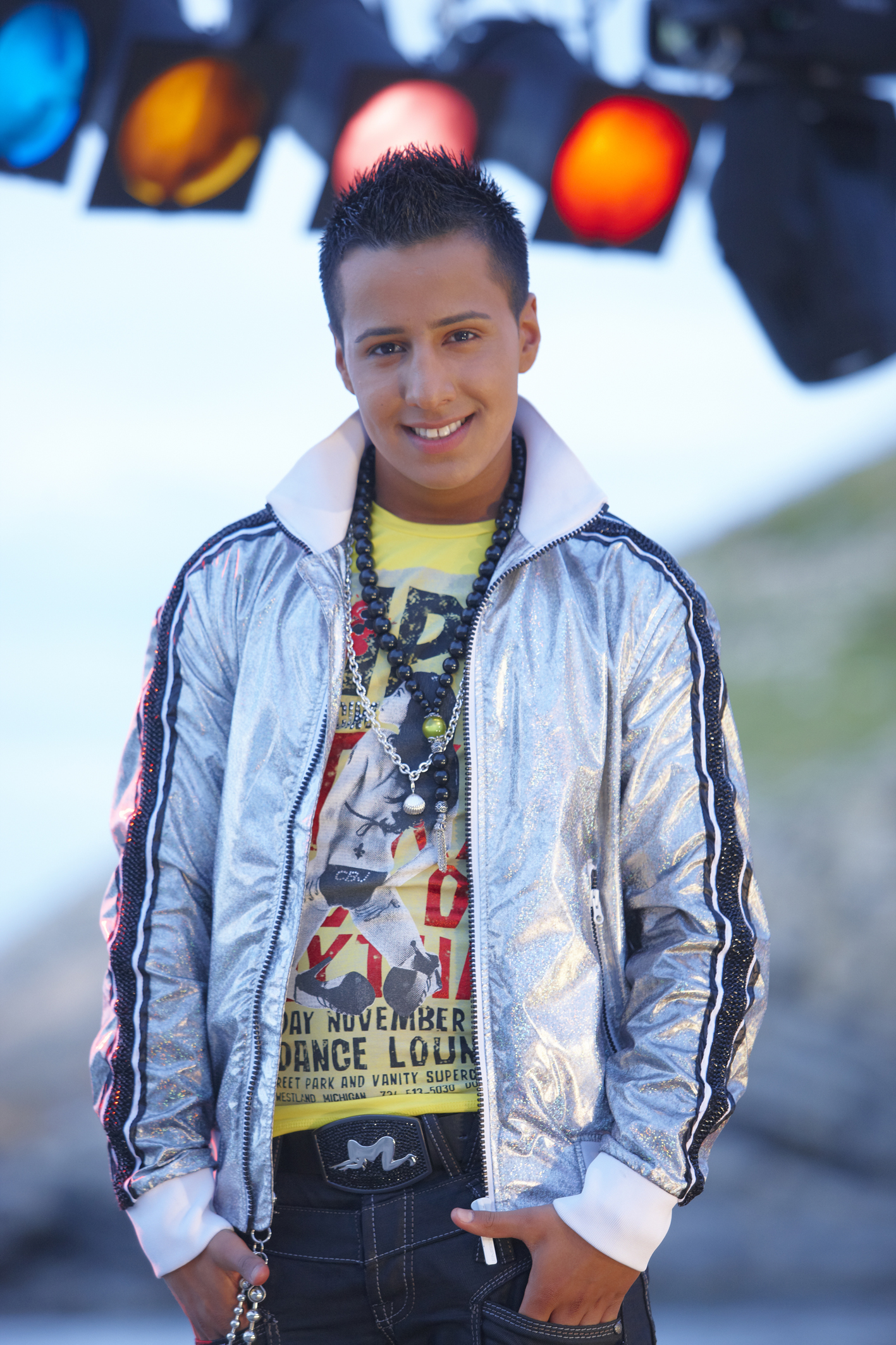
Thomas Karaoglan (* 1993)

- Karaoğlu, Sedat (1960–2014), türkischer Fußballspieler
- Karaoğuz, Hayrettin (* 1984), türkischer Schauspieler
- Karaolis, Michalakis (1933–1956), zyprischer Widerstandskämpfer
- Karaosmanoğlu, Atilla († 2013), türkischer Ökonom und Politiker
- Karaosmanoğlu, Yakup Kadri (1889–1974), türkischer Journalist, Politiker und Schriftsteller
- Karaoui, Amir (* 1987), algerisch-französischer Fußballspieler

### Karap
- Karapanagiotou, Anna Vasiliki (* 1966), griechische Klassische Archäologin
- Karapanos, Konstantinos (1840–1914), griechischer Bankier, Politiker und Archäologe
- Karapataki, Angeliki (* 1975), griechische Wasserballspielerin
- Karapetian, Yessaï (* 1993), armenischer Fusion- und Jazzmusiker (Keyboards, Komposition)
- Karapetjan, Aleksandr (* 1987), armenischer Fußballspieler
- Karapetjan, Andranik (* 1995), armenischer Gewichtheber
- Karapetjan, Anna (* 1977), armenische Politikerin, Rechtsanwältin und Abgeordnete
- Karapetjan, Ferdinand (* 1992), armenischer Judoka
- Karapetjan, Hajck (* 1990), deutscher Handballspieler
- Karapetjan, Karen (* 1963), armenischer Politiker
- Karapetjan, Olga Wladimirowna (1958–2010), sowjetisch-russische Architektin und Stadtplanerin
- Karapetjan, Scharwasch (* 1953), armenischer Flossenschwimmer und LebensretterScharwasch Karapetjan (* 1953)

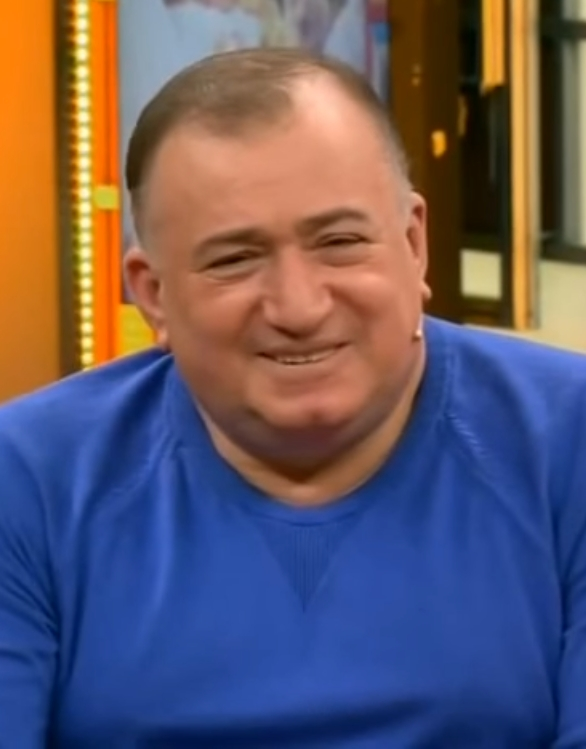
Scharwasch Karapetjan (* 1953)

- Karapetjan, Waruschan (1954–2019), syrisch-armenisches Mitglied der inzwischen aufgelösten armenischen Terrororganisation ASALA
- Karapetoff, Vladimir (1876–1948), US-amerikanischer Autor, Musiker und Professor für Elektrotechnik
- Karapetrowa, Rumjana (* 1982), bulgarische Speerwerferin
- Karapici, Adem (1912–1972), albanischer Fußballspieler und -trainer
- Karapınar, İpek (* 1984), türkische Schauspielerin
- Karapınar, Tahir (* 1967), türkischer Fußballspieler und -trainer
- Karapo, Ayberk (* 2004), türkischer Fußballspieler
- Karapusow, Alexander Iwanowitsch (* 1955), sowjetischer Skispringer
- Karapusow, Wladislaw Alexandrowitsch (* 2000), russischer Fußballspieler

### Karas
- Karas von Rhomstein, Kaspar (1591–1646), Administrator, Generalvikar, Offizial und Weihbischof in Olmütz, Titularbischof von Tiberias
- Karas, Anton (1906–1985), österreichischer Komponist und MusikerAnton Karas (1906–1985)

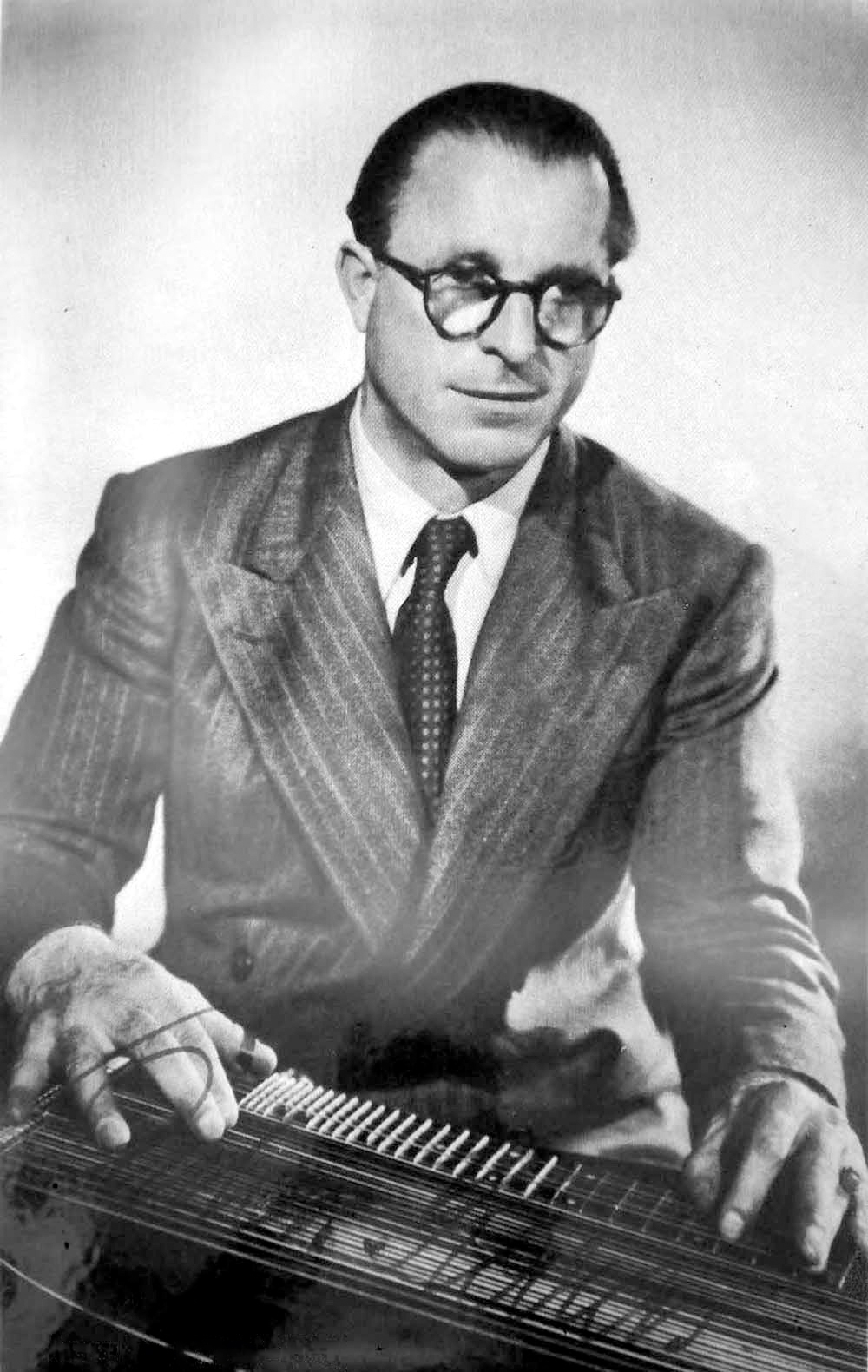
Anton Karas (1906–1985)

- Karas, Archie (1950–2024), griechisch-amerikanischer Spieler, High Roller, Pokerspieler und Poolhai
- Karas, Friedrich (1895–1942), katholischer Priester
- Karas, Harald (1927–2015), deutscher Journalist und Fernsehmoderator
- Karaś, Jan (* 1959), polnischer Fußballspieler
- Karas, Jay, US-amerikanischer Film- und Fernsehregisseur
- Karas, Karl (1890–1963), deutscher Mechaniker und Hochschullehrer
- Karas, Markus (* 1961), deutscher Organist, Dirigent und Komponist
- Karas, Michael (* 1952), deutscher Chemiker, Hochschullehrer
- Karas, Milena (* 1982), deutsche Schauspielerin und Synchronsprecherin
- Karas, Othmar (* 1957), österreichischer Politiker (ÖVP), Abgeordneter zum Nationalrat, MdEP
- Karas, Sperie (* 1930), amerikanischer Jazzschlagzeuger
- Karas, Tomáš (* 1975), tschechischer Ruderer
- Karaś, Władysław (1893–1942), polnischer Sportschütze
- Karašausks, Artūrs (* 1992), lettischer Fußballspieler
- Karasavvidis, Georgios (* 1991), griechischer Fußballspieler
- Karasawa, Tomoya (* 2002), japanischer Stabhochspringer
- Karasch, Angela (* 1949), deutsche Bibliothekarin
- Karaschew, Aaly (* 1968), kirgisischer Politiker
- Karaschewski, Jörg (* 1967), deutscher Flaggenkundler
- Karásek ze Lvovic, Jiří (1871–1951), tschechischer Vertreter und Anhänger der Décadence
- Karasek, Alfred (1902–1970), deutscher Volkskundler
- Karasek, Daniel (* 1959), deutscher Theaterregisseur und IntendantDaniel Karasek (* 1959)

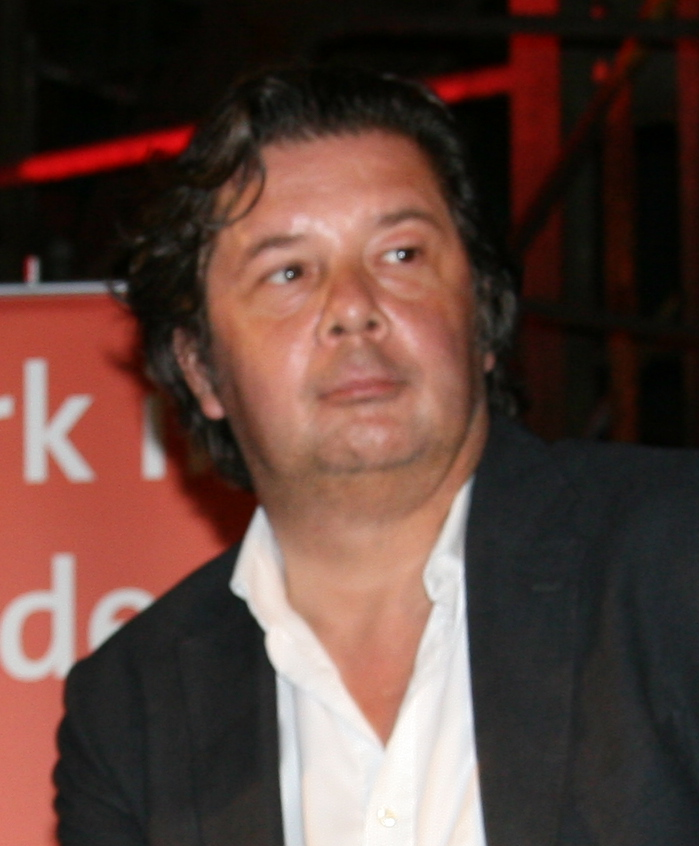
Daniel Karasek (* 1959)

- Karasek, Erika (* 1934), deutsche Volkskundlerin, Direktorin des Museum für Volkskunde Berlin
- Karasek, Franz (1924–1986), österreichischer Politiker (ÖVP), Abgeordneter zum Nationalrat
- Karasek, Hellmuth (1934–2015), deutscher Journalist, Buchautor, Film- und Literaturkritiker und Professor für Theaterwissenschaft
- Karasek, Horst (1939–1995), deutscher Schriftsteller
- Karasek, Johannes (1764–1809), Anführer einer Räuberbande
- Karasek, Konrad (* 1895), deutscher Politiker (NSDAP)
- Karasek, Laura (* 1982), deutsche Rechtsanwältin, Autorin, Radio- und Fernsehmoderatorin, Kolumnistin und SchauspielerinLaura Karasek (* 1982)

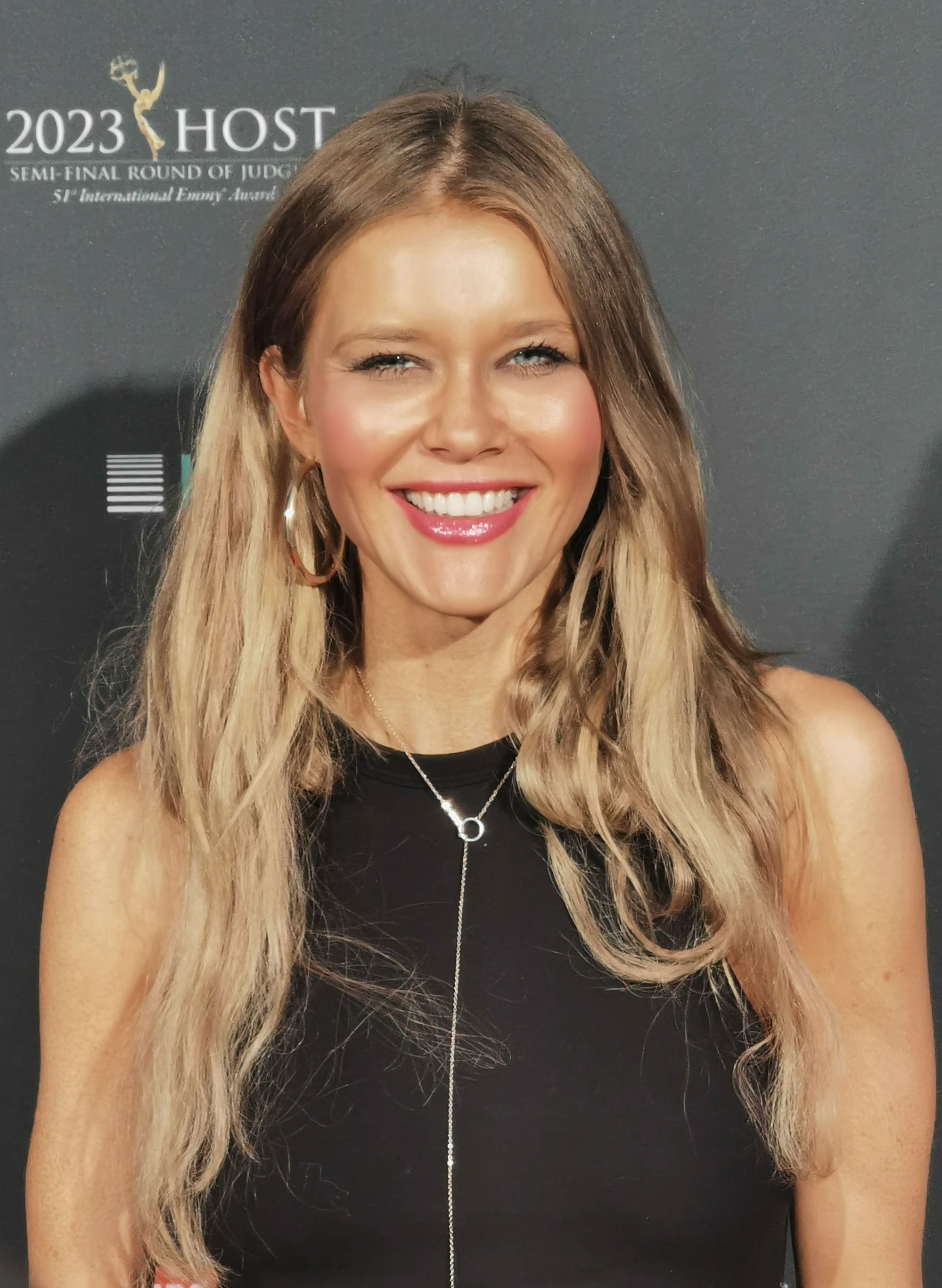
Laura Karasek (* 1982)

- Karasek, Manuel (* 1967), deutscher Schriftsteller und Journalist
- Karasek, Rudolf (1895–1986), deutsch-böhmischer Maler
- Karásek, Svatopluk (1942–2020), tschechischer Priester und Politiker
- Karasek, Werner (1956–2018), österreichischer Basketballspieler
- Karasek-Strzygowski, Hertha (1896–1990), österreichisch-deutsche Künstlerin und Schriftstellerin
- Karasev, Vadim (* 1986), deutscher Koch
- Karasevdas, Pantelis (1877–1946), griechischer Schießsportler
- Karasew, Felix (1929–2023), sowjetischer KGB-General und Diplomat
- Karashima, Fumio (1948–2017), japanischer Jazzpianistin
- Karashima, Keiju (* 1971), japanischer Fußballspieler
- Karashima, Noboru (1933–2015), japanischer Historiker, Schriftsteller und Hochschullehrer
- Karasholi, Adel (* 1936), syrisch-deutscher Schriftsteller und Übersetzer
- Karasiak, Andreas (* 1968), deutscher klassischer Tenor und Hochschullehrer
- Karasiewicz, Karolina (* 1992), polnische Radrennfahrerin
- Karasiewicz, Lucjan (* 1979), polnischer Politiker, Mitglied des Sejm
- Karasin, Nikolai Nikolajewitsch (1842–1908), kaiserlich-russischer Offizier, Maler, Schriftsteller und Illustrator
- Karasin, Wassili Nasarowitsch (1773–1842), russischer Staatsmann, Schriftsteller, Erfinder, Pädagoge und Aufklärer
- Karasińska, Katarzyna (* 1982), polnische Skirennläuferin
- Karasira, Eric, ruandischer Nationaltrainer und Sportfunktionär
- Karasjow, Alexander Wladimirowitsch (* 1971), russischer Autor
- Karásková, Helena (* 1979), tschechische Triathletin
- Karaslan, Semra (* 1998), türkische Leichtathletin
- Karaslawow, Assen (* 1980), bulgarischer Fußballspieler
- Karaslawow, Georgi (1904–1980), bulgarischer Schriftsteller
- Karasmanis, Vassilis (* 1949), griechischer Philosophiehistoriker
- Karasowski, Moritz (1823–1892), polnischer Violoncellist, Komponist und Musikschriftsteller
- Karass, Jesús Soto (* 1982), mexikanischer Boxer
- Karassew, Dmitri Alexandrowitsch (* 1970), russischer Beachvolleyballspieler
- Karassewytsch, Nina (* 1984), ukrainische Biathletin
- Karassin, Grigori Borissowitsch (* 1949), russischer Diplomat und Politiker
- Karassjow, Nikolai Alexejewitsch (* 1939), russisch-sowjetischer Kugelstoßer
- Karassjow, Pawel Sergejewitsch (* 1992), russischer Fußballspieler
- Karassjow, Sergei Gennadjewitsch (* 1979), russischer Fußballschiedsrichter
- Karassjow, Sergei Wassiljewitsch (* 1993), russischer Basketballspieler
- Karassjow, Waleri Nikolajewitsch (* 1946), russisch-sowjetischer Turner
- Karassjow, Wassili Nikolajewitsch (* 1971), russischer Basketballspieler
- Karassjow, Wladimir Iwanowitsch (1938–2021), russischer Schachspieler
- Karassjowa, Olga Dmitrijewna (* 1949), russisch-sowjetische Turnerin und Olympiasiegerin
- Karassowitsch, Erich (1944–2021), österreichischer Politiker (FPÖ), Landtagsabgeordneter im Burgenland
- Karastamati, Maria (* 1984), griechische Sprinterin
- Karastojanow, Assen (1893–1976), bulgarischer Komponist
- Karastojanow, Boschidar (1940–2023), bulgarischer Musikwissenschaftler und Mediävist
- Karastojanow, Nikola (1778–1874), bulgarischer Drucker und Verleger
- Karastoyanova-Hermentin, Alexandra (* 1968), österreichische Komponistin und Pianistin russisch-bulgarischer Herkunft
- Karasu, Bilge (1930–1995), türkischer Schriftsteller, Übersetzer und Sprachphilosoph
- Karasu, Emmanuel (1862–1934), türkischer Jurist und PolitikerEmmanuel Karasu (1862–1934)

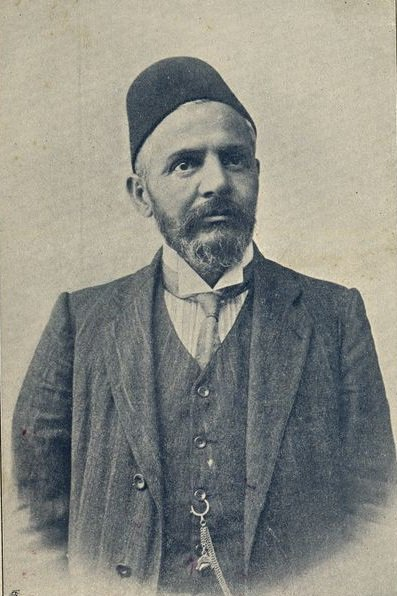
Emmanuel Karasu (1862–1934)

- Karasu, Fatma (* 1996), türkische Langstreckenläuferin
- Karasu, Raşit (1950–2020), türkischer Fußballspieler und -trainer
- Karasu, Selahattin (* 1954), türkischer Fußballspieler und -trainer
- Karasumaru, Mitsue (1832–1873), japanischer Adliger und Gouverneur von Tokio
- Karasumaru, Mitsuhiro (1579–1638), japanischer Hofadeliger und Waka-Poet
- Karasungur, Mehmet (1957–1983), kurdisches Führungs- und Gründungsmitglied sowie mutmaßlicher Dissident der PKK
- Kárász, Anna (* 1991), ungarische Kanutin
- Kárász, Judit (1912–1977), ungarische Fotografin
- Karasz, Lajos (1924–1999), ungarischer Generalleutnant, stellvertretender Innenminister
- Karaszewski, Larry (* 1961), US-amerikanischer Drehbuchautor, Filmproduzent und Filmregisseur

### Karat
- Karat, Jean (1949–2003), assyrischer Volkssänger und Künstler
- Karat, Prakash (* 1948), indischer Politiker
- Karata, Erika (* 1997), japanische Schauspielerin
- Karatajew, Alexander Jewgenjewitsch (* 1973), russischer Fußballspieler und -trainer
- Karatajew, Wladimir Alexandrowitsch (* 1955), russischer Bergsteiger
- Karatani, Kōjin (* 1941), japanischer Literaturwissenschaftler und Philosoph
- Karatantschewa, Aleksa (* 2007), bulgarische Tennisspielerin
- Karatantschewa, Lija (* 2003), bulgarische Tennisspielerin
- Karatantschewa, Sessil (* 1989), bulgarische Tennisspielerin
- Karataş, Bünyamin (* 1996), türkischer Fußballspieler
- Karataş, Dursun (1952–2008), türkischer Gründer und Führer der Revolutionären Volksbefreiungspartei-Front (DHKP-C) in der Türkei
- Karataş, Halil (* 1980), türkischer Fußballspieler
- Karataş, Haydar (* 1973), türkischer Schriftsteller
- Karataş, Kazımcan (* 2003), türkischer Fußballspieler
- Karataş, Öztürk (* 1991), türkischer Fußballspieler
- Karataş, Paul (1934–2005), römisch-katholischer Geistlicher
- Karatasos, Dimitrios († 1861), griechischer Freiheitskämpfer und Partisanenführer
- Karatassos, Anastassios (1766–1830), griechischer Freiheitskämpfer
- Karatay, Dursun (* 1984), österreichischer Fußballspieler
- Karatay, Nefise (* 1976), türkische Fernsehmoderatorin und Schauspielerin
- Karate Andi, deutscher RapperKarate Andi

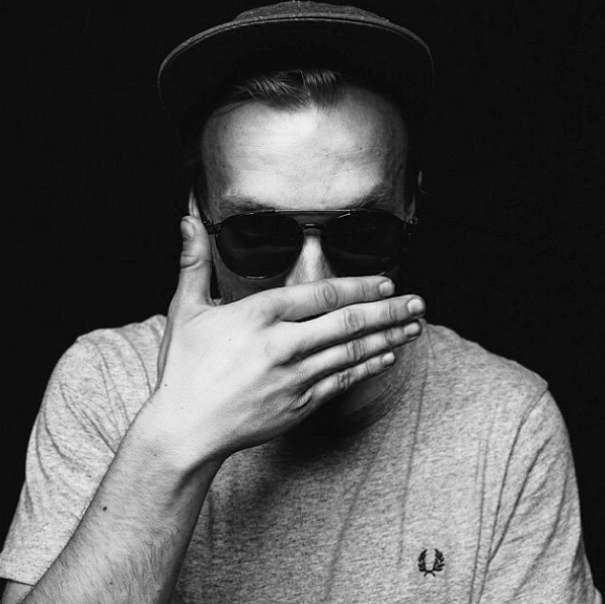
Karate Andi

- Karathanassis, Lara (* 1997), deutsche Handballspielerin
- Karati, Vladimir (* 1946), jugoslawischer Basketballspieler und -trainer
- Karatkewitsch, Tazzjana (* 1977), belarussische Politikerin und Psychologin
- Karatkewitsch, Uladsimir (1930–1984), belarussischer Schriftsteller und Dichter
- Karatsch, Wolha (* 1979), belarussische Journalistin
- Karatschenzewa, Walentyna (* 1940), sowjetisch-ukrainische Astronomin
- Karatschenzow, Nikolai Petrowitsch (1944–2018), russischer Filmschauspieler
- Karatschewski, Alexander, sowjetisch-russischer Skilangläufer
- Karatschewski, German Jewgenjewitsch (* 1968), sowjetisch-russischer Skilangläufer
- Karatschkina, Ljudmyla (* 1948), sowjetisch-ukrainische Astronomin
- Karatschun, Wiktar (1968–2004), belarussischer Eishockeyspieler
- Karatsonyi, Christopher (* 1985), deutscher (Off) Sprecher, Moderator, Herausgeber und Webvideo- sowie Fernsehproduzent
- Karátsonyi, Jenő (1861–1933), ungarischer Politiker und Großgrundbesitzer
- Karattschenja, Andrej (* 1989), belarussischer Tennisspieler
- Karatygin, Wassili Andrejewitsch (1802–1853), russischer Theaterschauspieler und Übersetzer
- Karatza, Rallou (1778–1870), griechische Schauspielerin, Theaterleiterin, Übersetzerin und Teilnehmerin der Griechischen Revolution
- Karatzaferis, Georgios (* 1947), griechischer Politiker, MdEP
- Karatzas, Dionisis (* 1950), griechischer Dichter
- Karatzas, Stamatis (1913–1986), griechischer Neogräzist
- Karatzios, Georgios (* 1990), griechischer Bahn- und Straßenradrennfahrer

### Karau
- Karau, Andrej (* 1985), belarussischer Eishockeyspieler
- Karau, Gisela (1932–2010), deutsche Schriftstellerin
- Karau, Günter (1929–1986), deutscher Schriftsteller
- Karau, Jakob (1883–1938), Abgeordneter der deutschen Minderheit im polnischen Sejm
- Karaula, Marko (* 1996), bosnischer Handballspieler
- Karaulow, Iwan (* 1980), kasachischer Skispringer
- Karaulschtschuk, Oleksandr (* 1983), ukrainischer Eishockeyspieler

### Karav
- Kärävä, Anni (* 2000), finnische Freestyle-Skisportlerin
- Karavade, Eesha (* 1987), indische Schachspielerin
- Karavajevs, Oļegs (1961–2020), lettischer Fußballtorhüter
- Karavan, Dani (1930–2021), israelischer BildhauerDani Karavan (1930–2021)

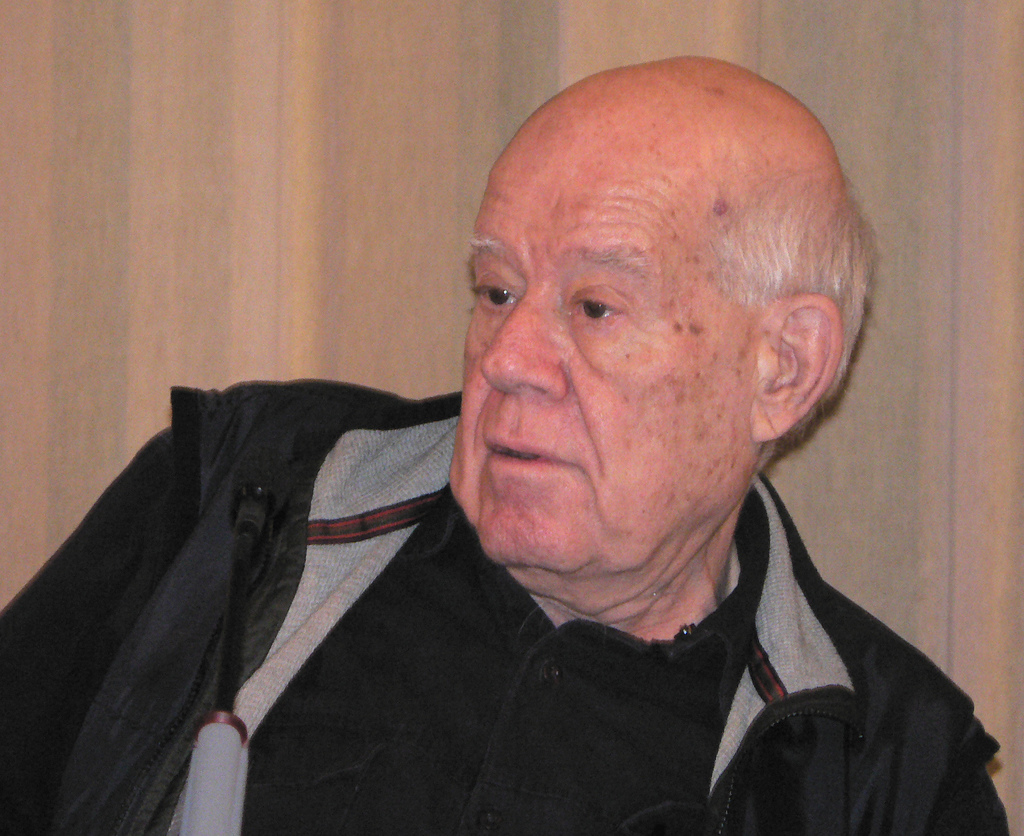
Dani Karavan (1930–2021)

- Karavas, Vagias (* 1975), griechischer Rechtswissenschaftler
- Karaveli, Orhan (1930–2023), türkischer Journalist und Autor
- Karavelić, Vahid (* 1956), bosnischer General
- Karavus, Biğkem (* 1986), türkische Schauspielerin
- Karavus, Ecem (* 1989), türkische Schauspielerin

### Karaw
- Karawahn, Kain (* 1959), deutscher Bildender und Darstellender Künstler
- Karawajew, Artjom Wladimirowitsch (* 1992), russischer Eishockeyspieler
- Karawajew, Oleg Nikolajewitsch (1936–1978), sowjetischer Ringer
- Karawajew, Oleksandr (* 1992), ukrainischer Fußballspieler
- Karawajew, Sergei Alexejewitsch (* 1968), russischer Boxer
- Karawajew, Wjatscheslaw Sergejewitsch (* 1995), russischer Fußballspieler
- Karawajew, Wladimir Afanassjewitsch (1811–1892), russisch-ukrainischer Chirurg und Augenarzt
- Karawajewa, Irina Wladimirowna (* 1975), russische Trampolinturnerin
- Karawanskij, Susanna (* 1980), deutsche Politikerin (Die Linke), MdBSusanna Karawanskij (* 1980)

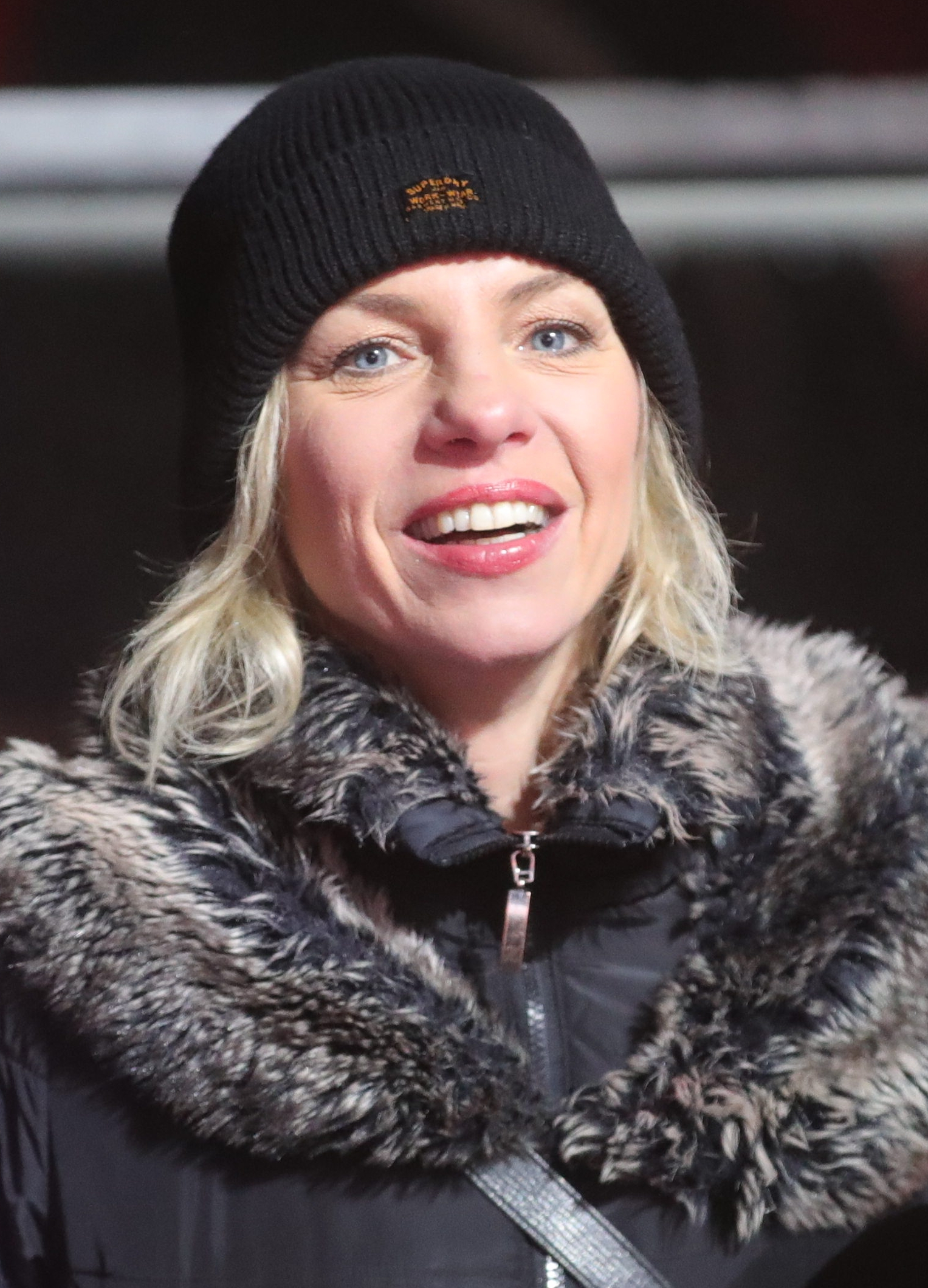
Susanna Karawanskij (* 1980)

- Karawelow, Ljuben (1834–1879), bulgarischer Dichter und Bruder des bulgarischen Politikers Petko Karawelow
- Karawelow, Petko (1843–1903), bulgarischer Politiker und Ministerpräsident
- Karawelowa, Ekaterina (1860–1947), bulgarische Autorin und Frauenrechtsaktivistin

### Karay
- Karay, Refik Halit (1888–1965), osmanisch-türkischer Autor und Journalist
- Karayalçın, Murat (* 1943), türkischer Politiker
- Karayazı, Efekan (* 2005), österreichisch-türkischer Fußballspieler
- Karayel, Cebrail (* 1994), türkischer Fußballspieler
- Karayel, Erdoğan (* 1956), türkischer Karikaturist
- Karayel, Öykü (* 1990), türkische Schauspielerin
- Karayer, Erhan (* 1991), türkischer Fußballspieler
- Karayiannis, John (* 1994), zypriotischer Sänger
- Karayiğit, Ali İhsan (1928–2013), türkischer Fußballspieler
- Karayılan, Murat (* 1954), türkisch-kurdischer Guerilla
- Karayorgis, Pandelis (* 1962), US-amerikanischer Jazz-Pianist und Komponist
- Karayusuf, Ayhan (* 1963), griechischer Politiker der muslimischen Minderheit Westthrakiens

### Karaz
- Karazew, Aslan Kasbekowitsch (* 1993), russischer Tennisspieler
- Karazija, Rimantas (1936–2012), litauischer Veterinär und Landwirtschaftsminister
- Karazija, Romualdas (* 1942), litauischer Atomphysiker
- Karazija, Stasys (* 1930), litauischer Forstwissenschaftler
- Karazman, Rudolf (* 1955), österreichischer Arzt
- Karazon, Diana (* 1983), arabische Sängerin
- Karazor, Atakan (* 1996), türkisch-deutscher FußballspielerAtakan Karazor (* 1996)

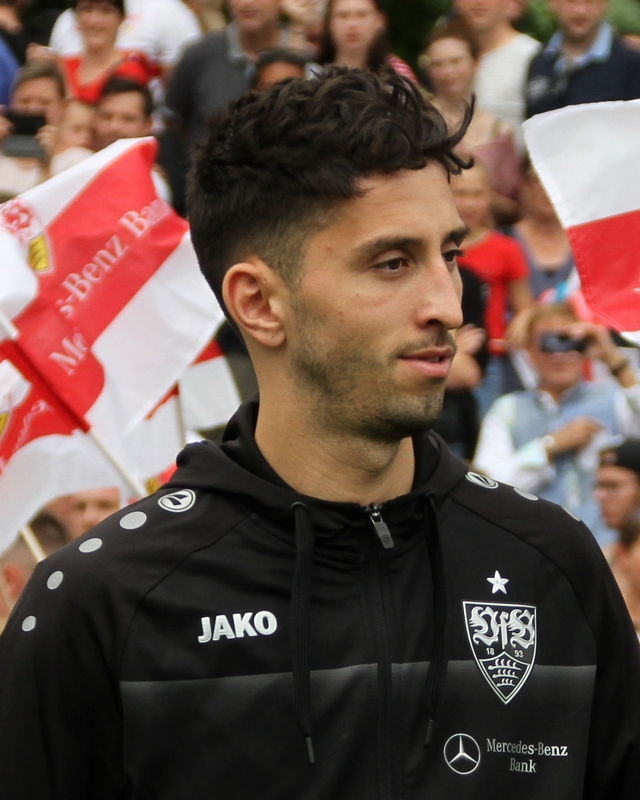
Atakan Karazor (* 1996)

- Karazuba, Anatoli Alexejewitsch (1937–2008), sowjetischer bzw. russischer Mathematiker